# 爆笑問題カーボーイ
『火曜JUNK 爆笑問題カーボーイ』（かようジャンク ばくしょうもんだいカーボーイ）は、TBSラジオ制作・全国5局ネットで放送されているラジオ番組。お笑いコンビの爆笑問題（田中裕二・太田光）がパーソナリティを務めている。
1997年4月8日放送開始。放送時間は毎週水曜1:00 - 3:00（火曜深夜）。

## 番組の構成
オープニングは「どうも皆さんこんばんは、爆笑問題・田中裕二です」という田中のあいさつの後、太田が「○○（主に1週間で話題になった人物の名前）の友達の××（○○のダジャレになる名前の架空の人物、○○と同姓であるのみで無関係の実在の人物など、太田が思いついた名前）です」と名乗る。この後はフリートーク。その会話で、50分近く話すこともある。フリートーク中にCMをはさまないため、午前1時台後半にCMが集中してしまうことが多い。オープニングテーマ後には2人が改めて挨拶し、田中が関東地方の当日・翌日の天気概況を語る。2017年5月30日からは、コーナー開始前に海外のラジオクラウドリスナーからのメールを読み上げることがある。
2016年11月以降、太田がradikoのエリアフリー・タイムフリー機能で聴取したTBSラジオ以外のラジオ番組（TBS系列であるJRNのローカル番組のほか、文化放送・ニッポン放送系列のNRN単独局やFMの番組を含む）について話題にすることが多い（後述）。特に広島県ローカルのRCCラジオ『平成ラヂオバラエティごぜん様さま』についてはほぼ毎週話題にしている。2016年12月から2023年9月までは『ごぜん様さま』のコーナー「ごぜん様クイズ」で当時パーソナリティだったRCCアナウンサー（当時）・河村綾奈が前週木曜日（2019年3月以前は本番組放送当日）の同番組で出題した自身に関する問題を「河村ちゃんクイズ」と称して太田がそのまま出題、田中が解答し、難解さや不可解さを話題にすることが恒例となっていた。2019年からはこれに続いて河村の同期で水曜日に同番組に出演する中根夕希に関する太田が思いついた嘘のエピソードを話題にする「中根ちゃんフェイクニュース」も恒例となっている（当の中根本人は数時間後に始まる『ごぜん様さま』でも話題にしている）。2023年9月に河村がRCCを退社し『ごぜん様さま』も卒業してからは、クイズ部分が河村が担当していた木・金曜日の後任となった渕上沙紀が出題した自身に関する問題を「渕上ちゃんクイズ」として出題する形式に変わった。
ネタははがきとメールで募集している（生放送の際はFAXも募集する）。ネタが採用されたリスナーには番組特製のステッカーが送られる（2007年6月26日までは缶バッジ、番組初期にはステッカー（現在のものとは異なる）が送られた）。コーナーの流れは太田がタイトルコールをし、田中が簡潔にコーナーの説明をする。原則としてネタ読みは太田が行い、ネタの紹介が終わると田中が宛先を読み、CM、曲または別のコーナーへ行く。新コーナーは開始の前週に告知が行われるが、多くのコーナーは自然消滅し、放送中にコーナーの終了が宣言されることは滅多にない。太田は1つのコーナーが長く続くのが嫌いらしい。現在では、公式サイトからコーナー説明が削除されることにより終了とみなされる。
また、ネタの始めにあいさつとして「太田さん、田中さん、こんばんは」とつけるのが慣習となっているが、多くの投稿者は「田中さん」の部分を、田中についてのデタラメなエピソードや、田中とまったく関係のない人物などにして、田中をいじることが常習化している。また、ゲストも同様にいじることがある。
最後のブロックは「賞」（後述）の発表、ネタの宛先告知、田中「太田さん、明日は?」、太田「『水曜ヤングJUNK 山里亮太の不毛な議論』です」（近年では番組名を言う前に南海キャンディーズの山里亮太を太田が「山里コノヤロー!」などといじるようになった）という翌日の番組告知（『JUNK ZERO』終了前は翌日の『JUNK ZERO』、『JUNK2』時代にはこの後の『JUNK2』の告知を田中が行った）、太田の即興ショートコント（近年では翌日の『ごぜん様さま』の投稿コーナー「たのもう!ザックリ道場!」→「なんでもベスト3!」で設定されているテーマに合わせた内容になっている。ただし太田はそのことを説明しておらず、『ごぜん様さま』でのみ、そのことに言及する）となっている。

## 賞
その日の放送に投稿したリスナーから1人（1つの投稿を評価する場合と、優秀作を複数投稿したことを総合的に評価する場合がある）に「賞」が与えられる。番組特製クリアファイル（2020年6月からはリスナーでイラストレーターの雪下まゆが描いた爆笑問題のイラストが印刷されたもの）がプレゼントされる。2004年8月31日までは「YAS5000賞」という名称でYAS5000の声が吹き込まれた「YAS5000笑い袋」がプレゼントされていた。また、2003年までの毎月末には、2番目に気に入ったネタに田中の私物がプレゼントされていた。

## 歴史
歴代のコーナー開始・終了については#コーナーおよび#終了したコーナー節で後述。

### 1990年代
- 1997年4月8日 - 『火曜UP'S 爆笑問題カウボーイ』（当時はこの表記であった[注 3]）第1回。当時は火曜深夜25:30-27:00の生放送だった。これ以前にパイロット版といえる『UP'Sスペシャル 爆笑問題'97』（1997年1月）、『UP'Sスペシャル 爆笑問題スプリング』（1997年3月）の2番組をマンスリーパーソナリティで担当。
- 1997年5月 - 太田の提案で『火曜UP'S 爆笑問題カーボーイ』に改題。
- 1997年10月 - 放送時間が変更。現在の2時間番組に。
- 1999年6月29日 - アメリカ・ニューヨークから生放送。

### 2000年代
- 2000年2月15日 - 初の録音放送（録って出し）。
- 2000年2月22日、第151回 ゲストとして明石家さんま出演。スペシャルウィーク特別企画「CDさんま」が行われた。
- 2000年3月 - 『UP'S』枠が終了。4月から『爆笑問題カーボーイ』に。
- 2000年4月 - 『森田一義アワー 笑っていいとも!』（フジテレビ系）水曜日にレギュラー出演が始まり、スケジュール的な負担を理由に生放送は隔週となり、それ以外は火曜日の19時〜21時頃に録音したものを編集せずに放送する現在のスタイルが定着。
- 2000年9月12日 - 田中が睾丸肥大により緊急入院。翌週9月19日を含め2週にわたり田中は欠席した。
- 2000年9月19日 - この週から2006年3月21日まで録音放送が続く。
- 2001年1月2日 - この日の放送にて全コーナーの廃止（「CD田中」は後に復活）が発表される。以後1年ほどの間、数多くのコーナーが乱立する状態が続く。
- 2001年9月11日 - アメリカ同時多発テロ事件が発生。番組はすでに収録されていたが、報道特別番組のため休止となった。
- 2002年4月より『JUNK』がスタート。現在の『火曜JUNK 爆笑問題カーボーイ』に。
- 2002年12月31日 - 大晦日特番のため、前述の報道特番での休止以外では初の1週休みとなった。
- 2003年10月21日 - スペシャルウィーク特別企画「太田はこう思う」第1回。
- 2006年2月21日、スペシャルウィーク特別企画「太田のこれを読め」。太田によるラジオでの書評。
- 2006年3月28日、『タモリのジャポニカロゴス』（フジテレビ系）の特番を収録したため、約5年半ぶりの生放送を行う。その際、当時直前に放送されていた『夜な夜なニュースいぢり X-Radio バツラジ』に生出演し、パーソナリティ・宮川賢に挨拶した。以降、スケジュールの都合で本番組の収録の時間が取れない場合、前週に告知をした上で生放送を行うようになる。
- 2006年9月1日 - 『JUNK 交流戦スペシャル』の第6回が放送され、爆笑問題と伊集院光が出演した。
- 2006年11月7日 - 「第700回記念」という名目だったが、ディレクター・小塙が2006年6月13日以降の放送回数を実際より200回多くカウントしており、正式には「第500回記念」だった。リスナーからのメールにより当日の放送でディレクター、プロデューサーが「謝罪」。また同年12月17日放送の『伊集院光 日曜日の秘密基地』の「TBSラジオ珍プレー好プレー大賞」や、2007年2月24日放送の特別番組『TBSラジオ蔵出し名人傑作選 宮川賢の歌だ!ラジオだ!人生だ!』でもこの模様が再放送された。
- 2007年9月11日 - 「9・11あの幻の放送を振り返る生放送」として、前述の「お蔵入り」した2001年9月11日の収録回を流しつつ、2か月ぶりの生放送。当時の大まかな放送内容を田中が解説し、オープニングトーク、ネタの一部が公開された。
- 2008年1月29日 - 「思っちゃったんだからしょうがない」「私も卒業歌ってみました」以外の全コーナーが休止され、6つの新コーナーを告知。
- 2008年2月19日 - スペシャルウィークの企画で、一夜限りの復活をしたヒロシ&キーボー本人が、リスナーから送られてきた「3年目の浮気」の替え歌を歌った。
- 2008年12月2日 - 太田がヘルニア手術のため、通常は放送当日の火曜収録のところを前週金曜（11月28日）収録に変更され放送。
- 2009年7月7日 - この週から『JUNK』が大阪・ABCラジオで放送開始。本番組も5局ネットになった。

### 2010年代
- 2010年6月15日 - 約半年ぶりの生放送。太田が放送の収録時間にビートたけしと立川談志の対談に付き添いで行く事になったため生放送で行うことになった。
- 2010年6月29日 - 2週ぶりの生放送でゲストは山崎樹範が前週に引き続きゲスト出演（2週連続同じゲストはまれである）。また、1時台には前枠の番組『ニュース探究ラジオ Dig』に出演していた当時TBSアナウンサー・竹内香苗が乱入した。この日は『FIFAワールドカップ 日本VSパラグアイ』中継のため、放送局によってネット開始時刻が異なった[注 4]。
- 2010年7月6日 - 2週連続の生放送。この日は本番組放送前に太田が『Dig』に乱入した。
- 2010年11月4日 - 本番組と『金曜JUNK バナナマンのバナナムーンGOLD』が初の番組DVDを発売。
- 2011年2月23日 - スペシャルウィークに松村邦洋をゲストに迎え、裏番組にもかかわらず、ニッポン放送『オールナイトニッポン』を話題にした「俺たちのオールナイトニッポンを語ろうスペシャル」を放送。
- 2011年3月15日 - この週は東日本大震災の報道特別番組のため、『JUNK』は10分程度の生放送となった（番組表には掲載されず、報道特番の冒頭でのコメントという扱い）。爆笑問題も被災者やリスナーへのメッセージを伝えた。
- 2011年12月から2012年4月までのスペシャルウィークは放送開始15周年企画を放送した。
  - 2011年12月12日（第1弾） - 「爆笑問題カーボーイのライバルさんいらっしゃいスペシャル」と題して、過去の裏番組について語る企画を放送。ゲストに『U-turnの@llnightnippon.com ミュージックキング』[注 5]（1999年3月-2000年3月）のパーソナリティを務めていた土田晃之が出演した。
  - 2012年2月21日（第2弾） - 「爆笑問題カーボーイ15周年クイズ」と題して、番組のエピソードをクイズ形式でリスナーから募集。前週2月14日に出題し、当日は正解とともに当時の録音を紹介。ゲストに本番組のリスナーで投稿の経験もあるオリエンタルラジオ・中田敦彦が出演した。
  - 2012年4月17日（第3弾） - 「15年の間にこんなに立派になりました」と題して、リスナーの15年間の変化・近況報告とそれについて詠んだ川柳を募集。「私は立派になりました組」か「私は立派になっていません組」を投稿者が申告し、どちらが面白いかを判定した。ゲストとしてハライチが出演した。
- 2012年6月19日 - この日は爆笑問題が漫才新人大賞の司会を務めたため生放送。オープニングに『LINDA!〜今夜はあなたをねらい撃ち〜』終了直後の柴田英嗣が乱入した。また、この日は台風4号が日本を縦断、当日深夜には関東地方に接近していたため、番組冒頭で台風情報が放送された。
- 2012年8月7日 - ロンドンオリンピックサッカー男子準決勝中継のため、TBSのみ放送休止。
- 2012年11月13日 - 当日に田中が伝染性単核球症による肝機能障害で緊急入院したため、代打としてコントライブの告知でエンディングに出演予定だったタイタン所属の後輩芸人・ウエストランドが2時間出演した。翌週11月20日には同じく後輩芸人のツインタワーと日本エレキテル連合が出演した。
- 2013年12月31日 - 12月31日夜に、爆笑問題が特別番組『大晦日スポーツ祭り! KYOKUGEN2013』（TBSテレビ）に生出演したため生放送。冒頭は、爆笑問題が横浜スタジアムから移動中の車内で電話出演。ウエストランドがスタジオ出演した。
- 2014年3月26日 - 大阪・ABCラジオへの『JUNK』のネットが打ち切りとなり、放送終了。4局ネットに戻る。
- 2014年9月2日 - ディレクターが、番組開始から担当していた小塙治男からADの越崎恭平に交代。
- 2015年4月7日 - この週から『JUNK』が兵庫・ラジオ関西で放送開始され、約1年の空白を置いて関西エリアでの放送が再開され、再び5局ネットになる。
- 2016年6月14日 - 放送1000回目。スペシャルウィークのゲストに山里亮太を迎え、「放送1000回記念! ツッコミ祭り ヤングJUNKvsシルバーJUNK[注 2]」を生放送。オープニングでは第1回の冒頭部分が流された。また、サウンドステッカーもこの日だけの特別な仕様に差し替えられた。
- 2016年10月18日 - 前枠の番組『アルコ&ピース D.C.GARAGE』との連動でアルコ&ピースが出演し、『アルコ&ピース D.C.GARAGE』の開始3回分の音源を使用した「CDアルピー」が生放送で行われた。
- 2017年1月24日 -  本番組をネットしていない中国放送（RCC）[注 6]のアナウンサー・横山雄二が出演した。横山がパーソナリティを務める『平成ラヂオバラエティごぜん様さま』について太田がたびたび話題にしていたことがきっかけとなっており（後述）、この出演は同月26日の『ごぜん様さま』でも取り上げられた。
- 2017年7月25日 -  番組放送開始20周年を記念し、初の公開生放送を実施した。
- 2019年4月30日 - 暦日（5月1日）では平成から令和への改元後最初の放送。爆笑問題が生放送の特別番組『ゆく時代くる時代〜平成最後の日スペシャル〜』（NHK総合）に司会として出演したため生放送。特番終了後30分で東京都渋谷区のNHKから港区のTBSまで移動を行った。移動が間に合わなかった際のつなぎ要員として待機していたウエストランド、同じく生放送だった前枠『アルコ&ピース D.C.GARAGE』パーソナリティのアルコ&ピース、同番組ゲストのうしろシティ（金子学のみ）とハライチ、改元特番で爆笑問題と共演していたまんじゅう大帝国が出演した。
- 2019年12月31日 - 爆笑問題が『生放送だよ! ぶっちゃけ寺 年越しスペシャル!!』（テレビ朝日系）に司会として出演したため生放送。爆笑問題は同番組の中継先である東京都台東区の浅草寺から移動したため、冒頭は移動中の車内から中継で出演。つなぎ要員として前枠の特別番組『あるある年またぎ〜令和に残したい108のあるある〜』パーソナリティのハライチ、うしろシティ、アルコ&ピースが出演。後半のゲストとして同年11月12日にも出演した鬼越トマホークを迎えた。

### 2020年代
- 2020年6月1日 - 爆笑問題が第57回ギャラクシー賞・DJパーソナリティ賞を受賞した（本番組およびTBSラジオ『爆笑問題の日曜サンデー』のパーソナリティとして）[3]。
- 2020年8月25日 - 田中の妻である山口もえが新型コロナウイルス感染症に罹患していたことが判明。田中は濃厚接触者に当たり保健所から2週間の自宅待機が要請されるため、この日の放送を休演。当日の収録予定を急遽生放送に切り換え、ウエストランドが田中の代打として出演した（田中も冒頭で電話出演）[4]。なお、田中はその後のPCR検査で新型コロナウイルスの陽性反応を発したため[5]、家族とともに入院した[6]。
  - 2020年9月1日 - 太田が当日の『クローズアップ現代+』（NHK総合）にゲストとして出演したため生放送。引き続き休演した田中の代役としてアンガールズが出演した。
  - 2020年9月8日 - 田中は前日に退院していたが自宅療養のため[7]引き続き休演し生放送。田中の代役として伊集院光が出演。太田と伊集院の『JUNK』での共演は2006年の『交流戦スペシャル』以来となった。放送後はTBSラジオの他の番組でも話題になり、翌日の『ジェーン・スー 生活は踊る』ではジェーン・スーが「愛と信頼のスーパー悪ふざけ」[8]、同月12日の『土曜ワイドラジオTOKYO ナイツのちゃきちゃき大放送』ではナイツ・土屋伸之が「（自分たちはニッポン放送のワイド番組『ザ・ラジオショー』を同月7日に始めたばかりなのに、ラジオ界の1週間の話題は）太田・伊集院の2時間に全部もっていかれた!」[9]と評している。なお、この日の放送は「プラネット賞年間賞」を受賞した[10]。
  - 2020年9月15日 - 田中はこの日まで自宅療養していたため[11]休演。代役として劇団ひとりが出演した。田中は本番組には翌週22日より復帰している。
- 2021年1月26日 - 同月20日未明（19日放送分の収録後、及びその収録回の放送中）に田中が前大脳動脈解離によるくも膜下出血および脳梗塞で病院へ緊急搬送。その後の診断で1週間程度の入院、1か月程度の休養が必要と判断されたため[12]当面の間休演することとなった。休演初週の代役としてアンジャッシュ・児嶋一哉が出演。なお、田中は翌27日に退院し自宅療養に切り替えている[13]。
  - 2021年2月2日 - 生放送。田中の代役として前半に『ハライチのターン!』収録直後のハライチ、後半に鬼越トマホークが出演した。
  - 2021年2月9日 - 生放送。田中の代役として、『日曜サンデー』と同じTBSラジオの日曜放送の番組『安住紳一郎の日曜天国』でパーソナリティを務め、爆笑問題と多くの共演経験があるTBSアナウンサー・安住紳一郎、『日曜サンデー』でアシスタントを務める同局アナウンサーの外山惠理と良原安美が出演した[14]。
  - 2021年2月16日 - 生放送。田中の代役として、JUNK木曜担当のおぎやはぎと水曜担当の山里亮太が出演した[15]。
  - 2021年2月24日 - 21日に出演した『日曜サンデー』に引き続き、田中が本番組に復帰。
- 2021年4月6日 -  生放送。田中が副鼻腔炎による発熱のため欠席。代打としてウエストランドが出演した[16]。
- 2023年2月7日 - 「JUNK20周年記念イベント」の一環として『爆笑問題カーボーイ25周年ライブ ～ついでに馬鹿力～』をLINE CUBE SHIBUYAにて開催。ゲストに伊集院光を招き、漫才やトークを繰り広げた。VTRではJUNKや爆笑問題、伊集院に縁があるハライチ、神田伯山、さまぁ〜ずがコメントを寄せた[17]。
- 2024年1月9日 - 番組の宣材写真を更新。上記の20周年記念イベントの際に撮影された写真が使用されている。本来はイベント後すぐに更新される予定であったが、同年1月3日放送分にてリスナーのメールで指摘されるまで番組プロデューサーの越崎が忘れていたため、写真撮影から約一年後の更新となった[18]。

## コーナー

### CD田中
前身の『爆笑問題スプリング』で1997年3月14日開始。音楽の中に、番組で田中がしゃべった言葉を入れて作品を作る。歌詞の内容と、放送された分単位の日時を指定して、田中が言ったセリフを書いて投稿する。回数に制限はなく、同じ曲ならいくつセリフを入れてもいい。田中がとくに気に入った作品は「殿堂入り」が宣言され、ファンファーレが鳴る。そこそこ気に入った作品には「テープ入り」が宣言される。「テープ入り」とは、田中がスタッフに頼んでその作品をカセットテープにダビングしてもらうことから（後述のとおり、実際にはCDにダビングした）。「殿堂入り」は原則週1本しか認定されず、殿堂入りの後に紹介した作品のほうが面白くても「テープ入り」となる。ただしまれに「殿堂入り」より面白いネタに遭遇した場合は「超殿堂」と宣言する。
かつてはゲストが来た際にはその放送内にて当時の構成作家・YAS5000によって作られた、ほぼ即興ともいえる「CD○○(ゲストの名前)」が行われることがあった（たとえば、明石家さんまが来た際には「CDさんま」が企画された）。2020年に田中が長期欠席した際にはそれぞれ代役のセリフを付ける、アンガールズの「CD田中卓志」、伊集院光（本名の旧姓が田中）の「CD元田中」、劇団ひとり（本名：川島省吾）の「CD川島」を募集し、同年9月22日に放送した。2021年も同様に田中が長期欠席した際の代打であったアンジャッシュ児嶋・ハライチ・鬼越トマホークなどで編成された「CD代打」が同年2月23日に放送した。また、田中の父親のセリフが使用されたこともある。
使用される曲は一般に知られた曲であれば制限はないが、1970・80年代の歌謡曲が多い。2002年から2006年はさだまさしの曲（「親父の一番長い日」が特に多い）を使ったネタが多数送られていた。
番組の名物コーナーとも言え、2001年の「コーナー大革変」でいったん終了したが、約1年半後に太田の一存で突如復活。そして2006年5月30日放送を最後に中断していたが、2008年12月9日放送のスペシャルウィーク企画において復活、そのまま通常コーナー化された。
常連リスナーの間でネタが重なってしまうことがあり、その際は太田が投稿したリスナー全員（2・3人程度の場合がほとんど。最高記録は13人）の名前を読みあげる。豊富な音楽知識が必要なため『コサキンDEワァオ!』の「意味ねーCD大作戦」の常連投稿者や、このコーナー以外には投稿しない（してもなかなか採用されない）一部の常連が多く投稿している。2001年に一度終了するまで毎年12月のスペシャルウィークにはその年の一番のネタを「殿堂入り・テープ入り」の中から決める「CD田中アワード」が開催される。2014年以降、同様の企画を「CD田中 殿堂入りスペシャル」として不定期に実施している。
2014年10月21日には、2011年からの作品を特集した「CD田中 殿堂入りスペシャル」を実施。その際に、その作品に関するクイズを田中に出題し、全問正解（途中から4問中3問正解に緩和）すれば作品をダビングしたCDを田中に渡すという企画を行ったが、2問しか正解できなかった。そのため、同年11月4日からリスナーが投稿した「雑学クイズ」を毎回1問ずつ田中に出題し正解すればCDを渡すとしていたが、2015年3月17日に正解し、田中にCDが渡された。

### 思っちゃったんだからしょうがない → 今週の思っちゃった
2005年4月5日開始。あらゆる場面でリスナーが勝手に思いついたこと、想像してしまったことなどを報告する。リスナーの妄想ネタや芸能人いじりなどが中心。フリートーク後の最初のコーナーになることが多い。2016年8月2日の放送でも最初に行ったものの、番組後半の時間が中途半端に余ってしまい、穴埋めとして再び行われた。田中によると同じコーナーを放送中に2度行うのは初めてであったとしている。

夏木ゆたかや新沼謙治ら1970年代以降に活躍した芸能人などの「古い」ネタが増えすぎたという理由で、2017年4月4日から「その週に起きた出来事」について、リスナーが思ったことや想像したことを報告する「今週の思っちゃった」にリニューアルした。ただし、「その週に起きた出来事」はニュースなどに限らず、リスナーの個人的な行動や「（テレビなどでネタにする芸能人などを）見た」ことだけでもよく、その前提があれば「古い」ネタ・旧来のネタも容認されている。2019年8月6日には、田中の夏休みの都合で、前週7月30日に収録したものを放送したため最新の出来事に触れられないことから、その回限りで「思っちゃったんだからしょうがない」を復活させた。
TBSラジオクラウドで配信される頻度が高い。

### 怒りんぼ田中裕二
2014年2月11日開始。仕事のできないスタッフや店員、調子に乗った人間の言動など、田中が怒りそうなエピソードを考えるコーナー。本番組のフリートークで田中がそのような話をよくしていたことから始まった。エピソードを田中が「超ムカつく」「ムカつく」「平気」の3段階で評価する。架空の話でもリスナーの実体験でもどちらでもよいが、「こんばんは。女子大生の田中裕二です」などのように、リスナーの年齢・性別・職業などに関係なく、田中本人が怒っている書き出しで投稿することになっている。
「ムカつく」の場合には効果音が流れ、『超ムカつく』の場合には効果音の後にLamb of godの『In your words』が流れる。
「平気」だとミニー・リパートンの「Lovin'You」が流れる。

### カーボーイ大穴予想
2015年5月19日開始。番組終盤に行われる。リスナーが事前に予想した、その日の本番組で起こりそうな出来事を紹介する。ただし、タイトルのとおり、実現する可能性の低い「大穴予想」に限定される。太田は他のコーナーではネタを事前に下読みしているが、予想が合っていたかどうか確かめるという目的から、このコーナーに限りすべて初見で読み上げている。「賞」発表後に行われるため、「賞」選出の対象外である。コーナーBGMは当初はなかったが、2017年8月15日以降は溺れたエビ!の「バカの散歩」（後述）が使用されているが、太田は使用初期にその都度「なんだこの人を馬鹿にした曲は!」と怒るのが恒例となっていた。2021年以降はタイトルコール後に曲が流れ出すやいきなり太田が叫んだりと様々なパターンを試した後、2022年現在はタイトルコール後に曲が流れ出したタイミングで太田が「デェーン！」と叫び、田中が早口で「はい、溺れたエビ!さんの「バカの散歩」です」と曲紹介をする様になっている。
2023年現在は田中のコーナー説明の後に、前記の「渕上ちゃんクイズ」「中根ちゃんフェイクニュース」を行ってからメールを読んでいる。
派生企画として、2015年10月6日から2016年6月7日まで、爆笑問題が出演する「タイタンライブ」や映画館で開催される同ライブのライブビューイング「タイタンシネマライブ」で起きそうな出来事を予想する「タイタンシネマライブ大穴予想」があった。「タイタンシネマライブ」の告知・チケットプレゼントの当選者発表に合わせライブ前後の週に行っていた。

### ウーパンゲーム
2023年4月11日開始。リスナーから誰でもすぐに遊べるミニゲームを募集し、送られてきたゲームを太田と田中で実践する。きっかけは3月28日の放送で太田が「ウーパン?」と呼んだときだけ、田中が「はいっ!」と答えるやりとりが繰り返されたことによる。
「金魚100匹」のコーナー
「どんな生き物なら口の中に100匹入れれるか」を送るコーナー。2025年7月15日の放送にて即興で新コーナーを作るゲームを開催し、その翌週一度限りのコーナーとして実施された。

### 出ました！興醒めツッコミ
2023年11月7日開始。以前から太田から田中へよく指摘されていた「ボケとそれに対する的外れなツッコミ」をセットにして送るコーナー。

### 飛び出せ！Vaundyくん
2024年1月30日開始。架空の人物「Vaundyくん」が突然現れては、日常の中の色々な人を煽りまくるコーナー。田中が観客を煽りまくるVaundyのライブを見たことがきっかけでコーナー化された。

### 孤独のニセグルメ
2024年10月8日開始。架空のドラマ「孤独のニセグルメ」でありそうな食事をしている時の心の声を送るコーナー。太田がテレビ東京のドラマ「孤独のグルメ」に出演したことがきっかけ。開始当初は「孤独のクソグルメ」というタイトルだったが、10月22日の放送から「本家に失礼」との理由で変更された。

### 定期特別コーナー

#### メールNo.1グランプリ
2006年から開催されている、毎年12月最終週に行われる番組内で一番の「ネタ職人」を決める大会。略して「M-1」。優勝者には「オリジナルチャンピオンリング」と副賞として図書カード1万円分が送られる。第16回目ではチャンピオンリングの在庫切れに伴い「特製オーナメント」をプレゼントすると放送内で明かした。
放送の前々週（第2回のみ3週前）に告知が行われ、リスナーの人気投票により上位5人が出場する。翌週に出場者の発表が行われ、辞退者が出ることを考え「リザーバー」として6位も発表される（繰上げ出場がなかった場合、リザーバーのネタは翌週に読まれる）。出場者は種目すべてにネタの投稿を行う。爆笑問題と放送作家（高橋洋二・秋葉高彰）の4人が種目ごとに順位をつけ最高5点で配点し、総合得点の最も高かった出場者をグランプリに決定する。種目はレギュラーコーナーのほか、大会用にコーナーをアレンジしたものや大会オリジナルの特別種目がある。なお、「怒りんぼ田中裕二」「夢のカレンダー2016」のように田中がコーナーとしての評価をしたり、「さかさまクイズ問題は何?」のように田中が解答したりするものについては、通常どおり田中がコーナー上の評価や解答を行うものの、大会としてはそれに関係なく投稿内容の優劣で採点される。なお大会最多出場者は「ファンタスティック原田」で9回（第4回〜10回、第12回、第13回）
太田の思いつきで歴代優勝者のことを「キング」と呼ぶことが慣例になっている。2017年7月25日に行われた20周年企画の初の公開生放送で、「キング」全員をゲストに迎えた「キング集結SP」を実施した。

##### 特別種目
漫才
第2 - 9・13 - 19回に実施。2人の掛け合い漫才を台本形式にする。漫才を行う人物は実在・架空いずれでもよい。第2・3回は「時事漫才」という規定で行われたが、第4回以降は「時事」の縛りがなくなっている。
おふくろ枠
第3回に実施。当時人気コーナーであった「人妻枠」をM-1用にアレンジしたコーナー。自分の母親についてのネタ投稿。
わ、今年一番びっくりした!
第5 - 8回に実施。通常コーナーである「わ、びっくりした!」をアレンジ。今年一番びっくりした出来事の投稿。
エンディングショートコント
第10・11回に実施。通常は番組の締めで太田が即興で行っている1人ショートコントを考える。
IKURAちゃんの川柳研究所
第13回に実施。通常コーナーであった「IKURAちゃんの格言」を、同じく通常コーナーであった「川柳研究所」方式の指定した文字数の川柳で考える。
いないよ
第15回に実施。ウエストランドがM-1グランプリ2020の決勝に出場した際に披露した漫才ネタ「かわいくて性格のいい子?…いないよ」のように、「いないよ」とツッコまれるような「いそうでいない人」について考える。
あるなしクイズ
第17回に実施。ウエストランドがM-1グランプリ2022の決勝に出場した際に披露した漫才ネタ。太田があるなしクイズの問題を出題し、田中が答える。
虫ケラ枠
第19回に実施。田中が名前を知らない後輩芸人を「虫ケラ」呼ばわりしたエピソードを元に、既存コーナーである「人妻枠」をアレンジしたコーナー。「自分がいかに虫ケラであったか」というエピソードを出場者から募集する。

##### 歴代の大会
|        | 開催日         | 競技種目 | 優勝者（キング）        | 備考                            |
| ------ | -------------- | --- | ----------------------- | ------------------------------- |
| 第1回  | 2006年12月26日 | 思っちゃったんだからしょうがない / ザ・ガール / 皆でうまいこと言おう / 私も卒業歌ってみました / 少年ピップ  | ステイゴールド          |                                 |
| 第2回  | 2007年12月25日 | 思っちゃったんだからしょうがない / 皆でうまい事言おう / 私も卒業歌ってみました / 少年ピップ / 時事漫才      | ねづっち（当時Wコロン） |                                 |
| 第3回  | 2008年12月30日 | 思っちゃったんだからしょうがない / 時事漫才 / おふくろ枠                                                    | あなたの肉野菜          | 初出場 初優勝                   |
| 第4回  | 2009年12月29日 | 思っちゃったんだからしょうがない / 妙に変だな〜 / 漫才                                                      | 藤田ハル                |                                 |
| 第5回  | 2010年12月28日 | このあとすぐ! / わ、今年一番びっくりした! / 漫才                                                            | 公園のロケット          | [ 注 11 ]                       |
| 第6回  | 2011年12月27日 | 天才子役とダメ子役 / わ、今年一番びっくりした! / 漫才                                                       | 藤田ハル                | 初の複数回優勝                  |
| 第7回  | 2012年12月25日 | 天才子役とダメ子役 / わ、今年一番びっくりした! / 漫才                                                       | ファンタスティック原田  |                                 |
| 第8回  | 2013年12月24日 | さかさまクイズ問題は何? / わ、今年一番びっくりした! / 漫才                                                  | ビル山崎                | 初出場 初優勝（前年リザーバー） |
| 第9回  | 2014年12月30日 | 怒りんぼ田中裕二 / クソ少女漫画夢子 / 漫才 / 担当大臣                                                       | ファンタスティック原田  | 2度目の優勝                     |
| 第10回 | 2015年12月29日 | 夢のカレンダー2016 / 私も福山歌ってみました / 僕たちはまだ知らない / エンディングショートコント             | 老婆の肛門              | 初出場 初優勝                   |
| 第11回 | 2016年12月27日 | 友人代表 / 怒りんぼ田中裕二 / BIGLOBE presents 無駄使い報告会 / エンディングショートコント                  | 犬大丈夫                | 初出場 初優勝                   |
| 第12回 | 2017年12月26日 | ショートショートショート / BIGLOBE presents 無駄使い報告会 / 仲良く放送中! / IKURAちゃんの格言 / 川柳研究所 | ファンタスティック原田  | 3度目の優勝                     |
| 第13回 | 2018年12月25日 | 怒りんぼ田中裕二 / 欽ちゃんのこれでいいの / IKURAちゃんの川柳研究所 / 2019年太田流行語大賞 / 漫才           | 小栗旬筋太郎            | 初出場 初優勝（前年リザーバー） |
| 第14回 | 2019年12月24日 | 怒りんぼ田中裕二 / B-Studio / 名采配 / 2020年太田流行語大賞 / 漫才                                          | ひろだ☆つの             |                                 |
| 第15回 | 2020年12月29日 | 怒りんぼ田中裕二 / 2021年太田流行語大賞 / いないよ / 漫才                                                   | ひろだ☆つの             | 史上初の連覇                    |
| 第16回 | 2021年12月28日 | 怒りんぼ田中裕二 / 哲学的 / 田中はアニメを知らない（お題: ONE PIECE） / 漫才                                | 極東ベークライト        | 初出場 初優勝                   |
| 第17回 | 2022年12月27日 | えほんのコーナー / 哲学的 / あるなしクイズ / 漫才                                                           | 極東ベークライト        | 2度目の優勝、連覇               |
| 第18回 | 2023年12月26日 | 哲学的 / ウーパンゲーム / 出ました！興醒めツッコミ / 漫才                                                   | 今に見てろドッカーン！  |                                 |
| 第19回 | 2024年12月24日 | 飛び出せ！Vaundyくん / 2025年太田流行語大賞 / 虫ケラ枠 / 漫才                                               | 今に見てろドッカーン！  | 2度目の優勝、連覇               |

#### ボケが10個入った手紙
2013年4月16日の「春のツッコミ祭り」以降、2018年10月までのほとんどのスペシャルウィーク（2018年12月以降はTBSラジオが「スペシャルウィーク」を取りやめているため以降は不定期）で、芸人をゲストを招いた際に「〇〇（季節）のツッコミ祭り」として行われていた企画。ゲストまたは田中宛にある人物（実在・架空を問わず、動物や物の場合もある）から「ボケが10個入った手紙」が送られたという設定で、そのボケに的確にツッコむことができるか（投稿の指定通りにツッコめるか）を競う。
ゲストは漫才のツッコミ担当（初回はアンタッチャブル・柴田英嗣）のみが出演することが多いが、ナイツが出演した際（2015年2月17日）にはコンビの塙宣之と土屋伸之が交替で挑戦したほか、ピン芸人の劇団ひとり（2014年4月22日）や永野（2016年8月23日）、講談師の神田伯山（2020年2月18日）が挑戦したこともある。また、2017年12月13日には、「女ツッコミ芸人No.1決定戦『THE T』」（前日に開催された日本テレビ主催のお笑いコンテスト『女芸人No.1決定戦 THE W』のパロディ）と題して、尼神インター・渚とAマッソ・加納愛子によるツッコミ対決を行った。
派生企画として、2015年6月9日に、設定したシチュエーションとツッコミを設定し、ゲストと太田がボケて田中に設定どおりのツッコミをさせられるかを競う「太田VSホリケンのボケ祭り…ツッコミは田中!」を実施。ネプチューン・堀内健が出演した。

#### 太田はこう思う
2003年10月21日、スペシャルウィーク特別企画「太田光、大いに語る 太田はこう思う」が放送。反響が大きかったことから「太田はこう思う」としてシリーズ化。第11弾まで放送。
スポンサー付きのコーナー以外は行われず、太田が思っていることや感じていることを2時間使い、フリートークをしている。時には2週にわたることもあった。『太田光の私が総理大臣になったら…秘書田中。』（日本テレビ系、レギュラー放送は2010年9月に終了）が始まってからは「言いたいことは言えてるから」という理由で行われていない。

## 終了したコーナー
コーナーの開始順に紹介（過去の全コーナーを列挙しているわけではない）。

### 2000年以前
FAXアンケート
FAXを用いたアンケート企画。番組始めの方で募集し、エンディングで結果発表していた。票がばらけて、多く集まった項目でも2、3票しかないことがしばしばあった。録音放送になり放送中の投稿ができなくなったため終了（ただし、現在でも生放送の際にはテーマを決めてのFAX・メール募集が行われる）。
今週の宝船
リスナーからよせられたお題に2人がキーワードをつけるコーナー。実質フリートークがメイン。
横内放送製作
架空の番組制作会社「横内放送製作」が製作している爆笑問題の番組のタイトルと内容を紹介するコーナー。ネタのほとんどに、太田と田中のやり取りがない。
川柳研究所
「五七五」ではない、指定された文字数の川柳を考える。当時は「ハブとマングース」のネタが定番だった。また、「〜するガール」や「〜する田中」など、「ザ・ガール」や「今週の田中」の前兆ともとれるネタも投稿されていた。過去の出来事を川柳調に言うだけの投稿も多数あり、田中がそれに対して「（出来事から現在まで）この×年遅れ!」と言うのも定番であった。
ハッピーワールド
どこかにある世界「ハッピーワールド」での人々の暮らしや行動を紹介するコーナー。主に芸能人がネタにされていた。
チンチロうた
太田と田中がチンチロリン（ただし投げるサイコロは2つ）で勝負し、出た目の合計が多かった方のリクエスト曲がかかるコーナー。曲の後にその曲についてトークが始まることもあった。
太田はわからない
太田が分からないことにリスナーが答えるコーナー。「面白い短編小説が読みたい」というお題が好評だったため、途中からこのお題に固定された状態となった。投稿が途中から「太田さんのマスターベーションである」で埋め尽くされた。
爆笑ウォーカー
架空の情報雑誌「爆笑ウォーカー」（『東京ウォーカー』のパロディ）に掲載されている、おすすめスポットやグルメ情報などを紹介する。
2001年1月、コーナー大改革。太田の一存ですべてのコーナーが廃止された（「CD田中」は後に復活、前述参照）。また、ここまでは1コーナー10分以上でネタハガキが20枚ぐらい採用される構成だった。

### 2001年
コーナー乱立期。コーナーの数は一時期は30近くにのぼり、「小倉アナはなぜデカいのか」「眼鏡変えました」等、思いつきで作られたコーナーが存在したが、いくつかの人気コーナーが生まれ定着。6年以上続いた「ザ・ガール」もこの時期に誕生。
ベランダ
2001年1月16日開始。「ベランダ」にまつわるリスナーの体験を募集。
文学田中
2001年1月16日開始。「CD田中」の流れを汲むコーナー。太田が読み上げる本の文章の中に、ラジオで田中がしゃべった言葉を入れて作品を作る。
音の神様
2001年1月16日開始。月ごとに「悲しい音」などのテーマを設定し、それに沿った音源を募集する。2006年4月18日、スペシャルウィーク特別企画「音の神様S-1グランプリ」として復活。
子供未来戦争
2001年2月6日開始（2001年1月16日の放送で太田が発案）。子供たちが繰り広げる未来の戦争を描く。ありがちな「子供向け」な展開をパロディするコーナー。
田中の弟子募集
2001年2月13日開始。田中の弟子になりたいと希望するリスナーを募り、自己紹介や漫才・コントネタを送らせる。ネタの出来によって「デシベル」という単位の点数が加算され、「1000デシベル」に達すれば弟子として承認される。野口悠介はこのコーナーをきっかけに放送作家となった。また、演歌歌手の新堂ひろしも地道な投稿の結果、現在でも「爆笑問題田中の弟子・新堂ひろし」として全国を練り歩いている。
田中の子供生まれました
2001年2月20日開始。田中に子供が生まれた場合、どんな名前にするかを募集。
今週の悪田中
2001年4月24日開始。テレビ番組で見た田中の悪い面が現れた行動を報告する。「今週の良い田中」「今週の普通の田中」が派生し、後に「今週の田中」に統合される。
新明解太田辞典
2001年5月25日開始。太田が作ったデタラメな言葉の意味を辞書風に考える。
ザ・ガール
2001年12月11日開始。「ガール」らしい行動やしぐさについて、田中が「ガール度」を採点する。全盛期の小泉今日子が満点の「100ガール」で、採点の基準となっている。「ガールらしい」行動などが判断基準であるため、一般的には「ガール」とはされない年配の女性も対象となる。男性や物についてもガール度の評価をすることがある。このコーナーは「田中の弟子募集」のコーナーで弟子になったリスナーの宿題として出された「新コーナーの企画案」で当時田中の弟子であった野口悠介が企画したコーナーである。事実上2008年まで続き、かなりの長寿コーナーとなった。今でも「思っちゃったんだからしょうがない」に「○○の中で一番ガール度が高いのは××」とネタにされることもあって、番組の根底に存在する重要な過去コーナーと化している。2013年10月22日の生放送で一夜限り復活。熟女好きのロバート・秋山竜次を招いて、「ロバート秋山のザ・熟女vs田中裕二のザ・ガール」として、リスナーが投稿した「熟女度」と「ガール度」の対決を行った。
悪森本
森本毅郎の極悪な一面の目撃談。
女子アナの野望
女子アナが、自身の秘めている野心をのぞかせた瞬間の目撃談。
童貞くん
童貞男からの性に対する見解を募集。
処女ちゃん
「童貞くん」から派生。処女からの性に対する見解を募集。
ダラダラした日、シャキシャキした日
「ダラダラ」してしまった日と、「シャキシャキ」とした日、それぞれの行動を報告。
僕の私のオナ日記
「ダラダラした日、シャキシャキした日」から派生。「こんなオナニーをした」という報告。

### 2002年 - 2004年
今週の田中
2002年10月29日開始。「今週の良い田中」「今週の悪田中」「今週の普通の田中」の3コーナーが統合し、誕生した。
新曲予想
さまざまなアーティストの新曲の題名を予想する。「ハロプロネタ」が定番だった。
ハインリッヒの法則
2002年11月12日開始。身の回りにある300:29:1（ハインリッヒの法則）の事柄を考える。その後、コーナーで紹介されたネタが本にもなった（後述）。また、2003年には当コーナーで「ハインリッヒの法則」を広めた功績が評価され、爆笑問題に業界団体から「リスクコンサルタントオブザイヤー特別賞」が贈られた（ハインリッヒの法則#その他参照）。
SOS
2003年1月7日開始。「SOS、助けてください」で始まる救難信号を出している状況を紹介。
酒豪自慢
2003年1月14日開始。リスナーからの酒豪自慢を紹介。
ノーベル平和賞
2003年1月14日開始。ノーベル平和賞をとるためにがんばっていることの報告。
長井秀和ネタCD化計画
2003年4月8日開始。長井秀和がコーナーレギュラーとして出演。2003年12月30日終了。
すごいよ田中首相
2003年5月25日開始。田中が総理大臣になったと仮定し、どのような問題を、どのように解決するかを送る。
アラジン
2003年6月10日開始。変なあだ名の由来を紹介する。
なぞなぞなぞ
2003年8月5日開始。当初のコーナー名は「なぞなぞ」。次々と出題されるなぞなぞに田中が答えて行く。
ニセモノだからちょっと違う
2003年12月23日開始。「本物に限りなく近いけど何かが決定的に違っているもの」の、どこが違っているのか説明する。「悪円楽」「チェ・ジウ文学賞」（後述）のコーナーが派生した。
オーバタフライ
2003年12月23日開始。有名な歌・童謡などを違う人が歌った場合どうなるのかを紹介。コーナー名は童謡「ちょうちょ」を桑田佳祐が歌ったという仮定でつくられたもの。
深夜のごきげんよう
2004年1月6日開始。昼に放送されている『ライオンのごきげんよう』（フジテレビ系）には出せないような「サイコロの目」を考える。
太田と田中の気が合った〜レディーボーデン〜
2004年5月4日開始。リスナーの出す「○○と言えば?」の質問に太田と田中が同時に答え、トークを展開。二人の答えが一致した場合はいい音楽（ヘンデルのハレルヤ）、一致しなかった場合はいやな音楽（「悲しくてやりきれない」のインストゥルメンタルバージョン）が流れる。「レディーボーデン」は太田と田中がともに大好きだった高級アイス。
2004年10月5日より新ルールが導入。投稿者は田中が言いそうな答え（レディ・ジョーカー）を予想し、当たった場合は最悪の音楽（泣き声）が流れる。太田と田中の答えが一致しても、その答えが「レディ・ジョーカー」だった場合は最悪の音楽が流れる。2007年3月22日に『アンタッチャブルのシカゴマンゴ』で山崎弘也が「爆笑問題さんのところでやらなくなったからやろう」とパロディ（決定!両横綱参照）にされ、コーナーの消滅がアンタッチャブルにより番組外発表された。
日本一短い母からのメール
2004年6月8日開始。メールを打ち慣れていない母からの打ち間違いメールや、その他の変なメールを紹介。

### 2005年 - 2007年
普通の人々
2005年1月4日開始。リスナーが自分のしている仕事の内容を報告する。
今週のジャニーズ
2005年2月1日開始。テレビで見たジャニーズメンバーの行動を報告。
悪円楽
2005年3月1日開始。ありえない円楽師匠（当時日本テレビ系『笑点』の司会を務めていた5代目三遊亭圓楽）とありえないお題による『笑点』の「大喜利」。「ニセモノだから〜」などのコーナーで「笑点ネタ」が増えたため、単独コーナー化。人気コーナーだったが、円楽の病気療養を受けて2005年10月25日にコーナーの一時休止が発表され、そのまま消滅した。
自己紹介でスベりました
2005年4月5日開始。自己紹介でスベった体験談や、他人が自己紹介でスベった目撃談を紹介。
モノマネのコツ教えます
2005年4月26日開始。モノマネのコツに捉われず、その人らしい言動や言ったりしそうなことを紹介。
お坊ちゃまなんだからしかたない
2005年5月17日開始。お坊ちゃまの言動を紹介。太田の思いつきで「思っちゃったんだからしょうがない」から発生した。
チェ・ジウ文学賞
2005年6月7日開始。「チェ・ジウ」をダジャレにした文章を考える。「ニセモノだからちょっと違う」などで、韓流ネタ（当時はチェ・ジウが出演した韓国KBSの連続ドラマ『冬のソナタ』がブームになっていた）が流行したためコーナー化した。
なぎらさん、僕も見ました
2005年6月21日開始。通常ではありえないウソ目撃談を紹介。なぎら健壱がゲスト出演したことがきっかけでコーナーがスタートした。
私もピップやってみました
2005年8月2日開始。太田が流行らせようとしたギャグ「ピップ」を公の場など色々な場所で行った際の体験談。2005年12月6日終了。「少年ピップ」へ受け継がれる。
ドスケ弁
2005年9月27日開始。何もかもドスケベな村「ドスケ村」の方言や風習などを紹介する下ネタコーナー。2005年12月13日、「少年ピップ」を除くすべてのネタコーナーを下ネタテイストにした「年忘れドスケベスペシャル」を放送。過去最多の数のネタが番組へ届いた。このコーナーでは米NBCのクイズ番組『ジェパディ!』のテーマソングがBGMとして使われていた。
少年ピップ
2005年12月13日開始。ディケンズの『大いなる遺産』を題材にしたコーナー。主人公であるピップ少年のオリジナル・ショート・ストーリーを紹介。「私もピップやってみました」の終了を受けてスタート。一時期はピップフジモト（TBSラジオではピップトウキョウ）の提供コーナーで、採用者にはスポンサーからプレゼントもあった。
ホストクラブ・クソ
2006年3月21日開始。新宿・歌舞伎町にあるとされる、行くと必ず後悔する「ホストクラブ・クソ」に関するエピソードを紹介。2006年4月11日、新宿「クラブ愛」のNo.1ホスト・夕聖をゲストに迎え、スペシャルウィーク特別企画「ホストクラブ・クソスペシャル」を放送。
皆でうまい事言おう
2006年6月27日開始。2006年6月13日のスペシャルウィーク特別企画として行われた「皆でうまい事言おう」のコーナーが大反響だったため、レギュラー化。川柳・ジョーク・なぞかけ・実話など、思わず膝を叩いてしまいたくなるようなうまい事をあらゆるジャンルから募集して紹介。「二つの意味で○○だ」というフレーズが定着していた。芸人であるねづっち（Ｗコロン）もネタを送っていた。
ちんぽこ歌
2006年7月4日開始。謎の歌「ちんぽこ歌」の歌詞を教えるコーナー。
自由への旅立ち
2006年8月15日開始。自分の考える「自由」とは何か、「自由」に対する意見を述べ合うコーナー。田中の学生時代の活動から名が付いた。
私も卒業歌ってみました
2006年10月31日開始。番組中に太田が斉藤由貴の「卒業」の冒頭部分を微妙に歌詞を替えて歌ったことから始まったコーナー。「卒業」に限らず、様々な曲の一部分の替え歌を募集していた。募集の際に曲の指定はなかったが、ヒロシ&キーボーの「3年目の浮気」の替え歌が多く寄せられており、スペシャルウィークでは、今までに紹介された「3年目の浮気」の替え歌を、ヒロシ&キーボー本人が歌った（2人は別々で収録し編集で合わせて放送する形を取った）。芸能活動を退いてから20年以上経ての共演であり、本人による替え歌であるため、貴重な放送となった。
秋葉の言い訳コーナー
2007年1月9日開始。放送作家・秋葉高彰の苦しい言い訳を考えてくるコーナー。
友人の友人はこんな人
2007年11月13日開始。コーナー開始時の法務大臣・鳩山邦夫が「私の友人の友人はアルカイダ」と発言し問題になったことから始まったコーナー。『次はオレらだ!東京爆裂DJ』内の「爆笑問題メゾフォルテ」や『金曜UP'Sスペシャル・爆笑問題97』に「間接技」という類似コーナーがあった。リスナーの友人の友人にどんな人がいるかを募集。
KY ワールドグランプリ
2007年11月13日開始。リスナーの周りのKY（空気読めない）エピソードを募集する。

### 2008年 - 2013年
人妻枠
2008年2月5日開始。以前に人妻から印象的な投稿があり始まった。主に近況の報告で、開始当初はほのぼのしたものだったが、次第にセックスレスネタや、自分の性体験報告など露骨な下ネタが多くなった。投稿はあくまでも人妻限定ではあるものの離婚経験がある「元人妻」や「将来人妻」ということで、未婚の女性や女子高生等の投稿が紹介されることもあり、実質の女性枠となっている。いつの頃からか人妻たちが無駄に低姿勢になることが定番になる。またポッドキャストでも配信されていて、そのためか海外から投稿をする人妻も多い。爆笑問題が『爆笑問題のニッポンの教養』（NHK総合）で浦沢直樹の元を訪れた際、「面白いが、下ネタがきつい。赤面してしまう」と指摘された。
うまさ世界新記録
2008年2月5日開始。2007年10月16日放送分スペシャルウィークでの企画「食欲の秋到来、聴けばよだれが止まらないうまそうな話スペシャル」をレギュラー化したもので、これまでに食べた「うまいもの」を紹介してもらうコーナー。
語れ音楽論 マイベスト
2008年2月5日開始。毎月テーマを設け、音楽論を募集する（英語：Music Monthly Anquette My Best）。「This is マンスリーアンケート」のコーナーの流れを継いでいる。
内舘審議委員会（内審）
2008年2月5日開始。当時横綱審議委員会のメンバーだった内館牧子がどこで何をしていたかを報告してもらうコーナー。
2時22分22秒
2008年2月12日開始。田中が喜びそうな、身の回りの偶然や珍しい出来事を教えてもらうコーナー。田中がすごいと思ったら、ヒューイ・ルイス&ザ・ニュースの「パワー・オブ・ラブ」が流れる。逆にすごくないと思った場合にはサイモン&ガーファンクルの「コンドルは飛んでいく」が流れる。田中が「すごい!」と発言するかどうかが判定基準となっている。
告発タ〜イム!
2008年2月12日開始。2007年2月20日のスペシャルウィークでの企画「こんなご時世だから みんなで内部告発しようスペシャル」をレギュラー化。身の回りで見聞した「悪事」を報告してもらうコーナー。
私もギャル語で書いてみました
2008年6月3日開始。ギャル語で書いたメールを募集するコーナー。田中はそのメールは誰が書いたのかをギャル・男性・女性の3択で予想する。正解発表はギャルが書いたメールは沢田研二の「OH! ギャル」、男性が書いたメールは河島英五の「酒と泪と男と女」、女性が書いたメールは小林明子の「恋におちて -Fall in love-」がそれぞれ流れる。後に「私はこういう者です（嘘あり）」に派生した。
私はこういう者です（嘘あり）
2008年8月5日開始。「（嘘あり）」は「カッコうそあり」と読む。「私もギャル語で書いてみました」の派生コーナー。リスナーから自分はどういう人間なのか投稿してもらい、その投稿に書いてあることは本当か嘘かを田中が予想する。正解発表は本当の場合は「サッちゃん」の「ほんとだよ」というフレーズの部分が繰り返し流れ、嘘の場合は松田聖子の「小麦色のマーメイド」の「嘘よ」というフレーズの部分が繰り返し流れる。投稿は自分の職業や経験など多岐にわたる。芸能人・スタッフを騙った投稿もたびたび送られるが、本物の芸能人本人からの投稿もあった（ねづっち、山崎樹範など）。田中がいったん嘘か本当かを決めた後、太田が「えっ?」「なんで?」など何度も聞き返したり、「（本当である証拠の）写真ありますよ」などと太田が嘘を重ねて田中を迷わせようとするのが恒例となっている。これによって田中が解答を変更するのもしばしば。ちなみに、採用された投稿で実際に写真などの証拠がついてきたものは今まで一度もない。
2009年ブレイクタレント名鑑
2008年8月5日開始。2009年ブレイクするであろう架空のタレントのプロフィールを募集するコーナー。
必勝、俺の覚え方
2008年12月9日開始。2008年12月2日におぎやはぎ（当時は『火曜JUNK ZERO・おぎやはぎのメガネびいき』のパーソナリティー）が乱入して、爆笑問題とおぎやはぎがCM出演していたNTTドコモから2009個の「合格ドコモダケ」をもらったので『カーボーイ』が1000個引き取ったことから始まったコーナー（『メガネびいき』が1000個、残りの9個はおぎやはぎと爆笑問題が引き取るということになった）。内容は受験に役立つ年号のゴロ合わせなどを募集。採用者には希望個数の合格ドコモダケと番組特製携帯待ちうけ画面がプレゼントされた。2009年1月6日の放送で「ドコモダケのストックが無くなった」の理由で終了。
感染列島2
2009年2月3日開始。田中が出演した映画『感染列島』の第2弾が上映されるとしたら田中はどんなセリフを言うのかを募集するコーナー。ネタを読んだあと『感染列島』の主題歌であるレミオロメンの「夢の蕾」のサビが流れる。太田のネタ読みの後、田中が実際にリスナーが送られたセリフを演じる。
2009年2月17日放送のスペシャルウィーク企画として、ゲストに『感染列島』の監督・瀬々敬久が出演した。
原則として映画のネタバレをしない範囲での投稿に限っていたが、瀬々自らのネタバレ発言により「（田中の妻役である）国仲涼子が死んでしまうネタ」は容認されていた。
また終了後の2009年6月9日放送分のスペシャルウィーク企画にて、このコーナーの姉妹編として『MR.BRAIN2』を放送。ドラマで田中と共演していた設楽統（バナナマン）をゲストに、夏目光男（田中）と神田純一（設楽）が言うであろうセリフを募集した。こちらはセリフの後に『MR.BRAIN』の主題歌であるヴァン・ヘイレンの「ジャンプ」が流れた。
60億分の1アンケート
2009年2月3日開始。『笑っていいとも!』の名物コーナー「テレフォンショッキング」の「100分の1アンケート」の要領で全世界の人口といわれている60億人中1人しかあてはらまらないであろう質問を募集するコーナー。
シマツキのジャーモン、ドン!
2009年4月7日開始。太田が当時興味を持っていた芸人・夙川アトムの持ちネタを基にした業界用語ネタを募集するコーナー。タイトルの由来は「月島のもんじゃ」を太田が業界用語風に言ったことから。2009年4月21日のスペシャルウィーク企画として、夙川本人がゲスト出演。
妙に変だな〜
2009年10月6日開始。稲川淳二の怪談風にまったく怖くない話を綴るコーナー。同年8月18日放送のスペシャルウィーク企画「納涼 いろんな怖い話」での稲川風の怪談から派生したもの。投稿には「妙に変だな〜」「だっておかしいじゃない」「そしたらアタシ、気づいちゃったの」「怖いなあ怖いなあ」などと稲川が怪談で使うフレーズが必ず入る。2010年2月16日の放送では、スペシャルウィーク企画として稲川本人がゲスト出演した。途中から「（メガネのような8の字状のものを見て）○○なアンジェラ・アキ（アンジェラ）さんがいる」というネタが多数寄せられていた。
担当大臣
2009年10月6日開始。特命担当大臣を自由に決められるとしたら、誰に何の役職を与えるのか考えるコーナー。内閣官房長官就任予定者が組閣人事を発表する時のように「○○担当大臣、××君」という形式で行われる。大臣を任命する対象は、有名人や特定の人物のほか、ある職業やグループに属する人の総称であったり、動物や物であったりしてもかまわない。コーナー開始時期に特命担当大臣を多く任命した鳩山内閣が発足したのと、常連リスナーの1人が、自身が所属タレントのファンであることから「セント・フォース担当大臣」のラジオネームを一時期使っていたのがきっかけ。
2013年1月8日、本コーナーに「『担当大臣』のコーナーは時間調整担当」という趣旨のネタがリスナーから投稿された。田中は笑いつつもその事実を認めた。田中によれば本コーナーでは一つ一つのネタが短いため時間調整に使いやすいとのことである。そのため、賞の発表の後にこのコーナーを行うこともある。
後に、ほとんどの週で「賞」の発表後にこのコーナーが行われ、賞選出の対象外となるため、太田が「ここからが真の笑いです」「このコーナーに送ってくる人が真の勇者です」などとコメントを入れていた。
短期間で終了するコーナーが多い中、約5年半続いた長寿コーナーであった。2015年5月19日、「カーボーイ大穴予想」と入れ替わる形で終了した。
頑張れ受験生! 入試直前 緊急アンケート
2009年12月15日開始。前年の「必勝、俺の覚え方」に引き続き、NTTドコモの協力のもと『おぎやはぎのメガネびいき』と共に行われる受験生応援企画。毎週受験生にまつわるテーマでアンケートを行い、その結果やメッセージから受験生の実態を探る企画。メッセージが採用された人に、「合格ドコモダケ」（この年は西野カナとのコラボレーションが行われ、お守り型ストラップとなっている）が希望数プレゼントされる。アンケートには西野カナも参加しコメントを寄せているが、その回答があまりにも短く太田に毎回つっこまれていた。2010年1月5日にいったん終了し、同年2月23日に限定復活。
2010年度にも同一の企画が行われ（2010年12月14日より）、「5or9ドコモダケ」（5or9=5か9=合格、ドコモダケに「5か9」の目しかないサイコロを持たせたストラップ）がプレゼントされる。この年のアンケートにはmiwaが参加した。
城南予備校プレゼンツ受験生応援コーナー
2010年2月4日開始、4月27日終了。番組スポンサーであった城南予備校の講師が週替わりで登場し、各教科のミニ講座を送るコーナー。最後に太田が講師にキャッチフレーズをつけるのが定番となっていた。
妄想大学附属高等学校
2010年5月4日開始。リスナーが妄想で学園を作り、そこでの学園生活や授業などのエピソードを語るコーナー。有名人が生徒や先生として出ていたが、木村カエラや土屋アンナ、山崎樹範が出ることが多い。
このあとすぐ!
2010年8月3日開始。テレビ番組の終了後でよく見られるクロスプログラム（TBSテレビでは「クロスプラグ」）風に「○○（実在している番組名）、このあとすぐ!」に続く短い番組の予告を考えるコーナー。ネタに入る前、「クロスプラグ」で実際に使用されている効果音が流れる。
わ、びっくりした!
2010年9月14日開始。リスナーが日常で「わ、びっくりした!」と思った体験を報告する実話系コーナー。タイトルコール直後に太田が思いつきで何か叫ぶのがお決まりになっている。
伊達直人の置き手紙
2011年1月18日開始。「伊達直人」（漫画『タイガーマスク』の主人公）を名乗る正体不明の人物が児童養護施設などにプレゼントを置いていく行為が全国各地で相次ぎ、ニュースで話題になっていることから始まったコーナー。伊達直人がどんな置き手紙を残したかを考える。初回には1000通ほどの投稿があった。
風（ふう）のコーナー
2011年1月25日開始。「○○風の△△」（初回に採用されたネタは「ラッパー風桃太郎」「バカリズム風親父の一番長い日」など）を考える自由度の高いコーナー。
天才子役とダメ子役
2011年7月5日開始。芦田愛菜ら子役の活躍が話題になっていることから始まったコーナー。いろいろなシチュエーションでの「天才子役」と「ダメ子役」の行動の違いを考える。太田がネタを読む際には、「天才子役」のセリフは子役風にハキハキと、「ダメ子役」のセリフはベテラン俳優のようなダミ声（コーナー開始当時、太田が浪曲をよく唸っていたことに由来する）で読むため、ネタもそれに合わせた内容になることが多い。当初は天才子役は模範的な受け答えでダメ子役がオチになる答えだったが途中から天才子役がやたら過剰に感動しオーバーな表現をするようになっていった。
恋愛ニート 主演・多田耕太
2012年2月7日開始。TBSテレビのドラマ『恋愛ニート〜忘れた恋のはじめ方』で田中が演じていた多田耕太（ただ こうた、スイーツ好き・ネコ好きで恋愛に奥手のフレーバリスト）を主役としたスピンオフをつくるとして、ありそうな場面と多田のセリフを考えるコーナー。前述の「感染列島2」と同様の企画。ネタを読んだあと『恋愛ニート』の主題歌であるMs.OOJA「Be…」のサビが流れるが、ネタによっては『感染列島』『MR.BRAIN』の主題歌が流れることもあった。ドラマが最終回を迎えるのにともない、同年3月20日終了。
この人を上手に叱ろう
2012年6月19日開始。テレビなどでの有名人の「悪い」振る舞いや鼻につく発言を叱責しつつ、良いところをほめてフォローし「上手に叱る」コーナー。
ど忘れクイズ・ヒントが雑!
2013年1月22日開始。ある有名人について、名前を「ど忘れ」したときに出てくるような、大雑把に特徴を捉えた「絶妙に雑で難しい」3つのヒントからなるクイズを作るコーナー。田中が誰のことなのかを実際に解答する。太田の思いつきで、第1ヒントの最初の解答で正解すると、太田が田中に「50ポイント」を与え、1000ポイントまで貯まると太田が食事をおごるということになっていた（ただし、太田は「栃木の工場」で「ポイント」を作っていると称して、製造が困難なこと、取りに行くのが大変なことを理由に、「ポイント」を出し渋ったり、返還を要求したりしており、最終回までに1000ポイントに達することなく終わった）。あまりにも正解が出ないと田中が太田のヒントをもとにモノマネをして正解を導き出そうとすることが多かった。同年9月3日に終了。このコーナーから「さかさまクイズ 問題は何?」に派生する。
2018年10月16日と2020年8月11日には、特別企画「田中vsハライチ お菓子王子決定戦」で、田中とハライチが対戦する種目のひとつとして「ど忘れクイズ!ヒントが雑～マイベストお菓子ver」と題し、「お菓子」に限定した出題で復活した。
さかさまクイズ 問題は何?
2013年9月10日開始。通常のクイズとは逆に、「正解」のキーワードからどのような「問題」であるかを考えるコーナー。太田が出題し、田中が解答した。

### 2014年以降
越崎がディレクターに就任して以降開始したコーナー。本番組のコーナーは、一部の期間限定企画を除き、投稿状況などに応じて告知なく「自然消滅」することが多かった。しかし、越崎の就任以降、越崎の宣言により突然終了したり、一方で一度に多数のコーナーを開始するようになっており、太田はそれを「越崎マジック」と称している。
北のおじさんからの手紙
2014年10月21日開始。同年9月からディレクターを務めている北海道出身の越崎が発案したコーナー。北海道の田舎に住む「北のおじさん」が、上京したばかりの「裕二君」のために書いた、東京のこと（と「おじさん」が思い込んでいる北海道でも常識的なこと。初回の投稿は自動改札機、スマートフォン、エレベーターなど）を説明する手紙を考える。太田は、ドラマ『北の国から』（フジテレビ系）で田中邦衛が演じた黒板五郎の口調でネタを読んだ。
2015年1月20日に、太田が当コーナーの放送が最近ないことについて尋ねたところ、越崎が終了を明言したため、2014年12月23日が事実上の最終回となった。
太田流行語大賞
2015年1月20日開始。太田が新語・流行語大賞の受賞を狙うために思いついたフレーズをリスナーが日常生活で実際に使用し、周りからどのような反応があったかを報告する。反応が良い場合は翌週も同じフレーズを持ち越し、良くない場合は新しいフレーズを考えるというルールだったが、太田の方針で反応に関係なく毎週フレーズが変わっており、同年3月17日からは、過去のフレーズによる報告でも取り上げることになった。太田は、流行語大賞を狙ってフレーズを乱発しているものの一向にヒットせず（太田光#人物・エピソードを参照）、2014年の流行語大賞においてタイタンの後輩である日本エレキテル連合に「ダメよ〜ダメダメ」で先を越されてしまったことから始まった。
2015年6月16日に太田の発案で、年末の流行語大賞の発表に向けて特定のフレーズを集中的に推していくためとして、過去16フレーズからリスナー投票で推していくフレーズを選抜する「太田流行語選抜総選挙」（同月に行われた『AKB48 41stシングル 選抜総選挙』のパロディ）を開催することを決定。翌週6月23日に結果を発表。上位3フレーズがコーナー化された。
- はい、こちらポンポコ商事です（第1位） - 「ポンポコ商事」とはどんな会社なのかを考える。あるいは自分の勤め先が「ポンポコ商事」（おかしな会社）であるというエピソードを報告する。
- うらやまD（第2位） - 「うらやましい」を超える「うらやまD」なエピソードを考える。
- ガッカリくん、ガッカリくん、ガッカリガッカリくん（第3位） - 「ガッカリ」した人や出来事について考える。

同年11月10日に流行語大賞のノミネート50語が発表されたが、「太田流行語」が入っていなかったため、当日の放送で今後どうしていくかを募集。「太田が無理に出したフレーズより自然に発したものの方が良い」という意見が寄せられたため、翌2016年はフレーズの提案はせず、太田がトークの中で自然に発したフレーズから推すことにするとしたとしていたが、目立ってフレーズを推すことはしなかった。
2017年には、「カーボーイ20周年会議」でフレーズ案を募集、同年3月7日に投稿の一部を紹介。2018年以降は「メールNo.1グランプリ」の種目として翌年用のフレーズを考える種目が採用されている。
なお、ガジェット通信主催のネット流行語大賞2015には、「ハイ!こちらポンポコ商事です。」がノミネートされていた。また、女優の真木よう子がInstagram やTwitter（現在はアカウント自体を削除）で「はい、こちらポンポコ商事です!!」と投稿したことがある。コーナー終了から約2年後、『TOKIOカケル』（フジテレビ系、2017年8月30日）に真木がゲスト出演した際、番組のリスナーであることを話すとともに「太田流行語」を紹介した。
新番組始まりました
2015年3月17日開始。ある有名人がラジオ番組のパーソナリティを務めるとしたらどんな番組になるか、オープニングトークと番組名を考える。同年3月3日のオープニングで、前日に放送を開始した、当時現役のフィギュアスケート選手の浅田真央がパーソナリティを務めたTBSラジオの番組『住友生命 Presents 浅田真央のにっぽんスマイル』について話題にしたことから始まった。
4、5人アンケート
2015年4月7日開始。インターネット上で増えているアンケートよりも信用できるものを募集するとして、リスナーの身の回り「4、5人」以上（人数は任意で多くても可）に自分で決めたテーマで実際に調査したアンケート結果を報告した。
こんなハピニングいかがですか?
2015年8月4日から同月25日まで。当時日本生命が行っていた「大切な人にハピニング（ハッピーなハプニング）を届ける」として希望を募りイベントを実施し、その様子の動画を公開するキャンペーン「MAKE HAPPYNING」とタイアップした期間限定コーナー。「ハピニング」を誰に・どんなシチュエーションで仕掛けるか考え、「ハピニング・アドバイザー」の田中が「100ハピニング」満点で採点した。
スターウォーズ〜エピソード・クソ
2015年11月24日から2016年1月26日までの期間限定コーナー。2015年に最新作『スター・ウォーズ/フォースの覚醒』が公開された『スター・ウォーズ』シリーズに、あまりの内容のひどさでお蔵入りになった「エピソード・クソ」があったとしたら、どんな内容になっていたのかを考えた。
クソ少女漫画夢子
2014年12月30日の「メールNo.1グランプリ」から開始。人気のない少女漫画「夢子」のエピソードや内容を考える。同年12月9日の「冬のツッコミ祭り」で、そのような内容のネタが採用されたことから始まった。
夢のカレンダー2016
2015年11月24日開始。2016年の月めくりカレンダーを作るとして、それぞれの月にどのような写真や言葉をのせるかを考え、そのカレンダーがどの位の価値になるか、田中が普通のカレンダーを2,000円とした基準で値段をつける。「太田流行語大賞」で、リスナーがフレーズを載せた月めくりカレンダーを作成して送ってきたことから始まった。
ヤング情報発信基地
2016年6月21日と6月28日のみ。ヤングの間で流行っていることを報告する「ヤングなコーナー」。同月14日の「放送1000回記念! ツッコミ祭り ヤングJUNKvsシルバーJUNK」で、「ヤングの話」をテーマにメール・FAXを募集したことから始まったが、わずか2回の放送で自然消滅。
私も福山歌ってみました
2015年12月29日の「メールNo.1グランプリ」から開始。「私も卒業歌ってみました」の復刻企画で、ある歌の一部分の替え歌を考える。当初はグランプリの種目として1回限りの特別企画だったが、リスナーの反響を受け2016年1月12日からレギュラー化している。
2015年9月29日のオープニングで福山雅治が結婚したニュースについて話題にした際、太田が福山の曲「家族になろうよ」のサビの替え歌を思いつきで歌ったことから始まった。
「後から前から」など畑中葉子の曲の替え歌が多く寄せられており、Twitterでそのことを知った畑中が自ら番組にメールを送ったことをきっかけに、2016年5月10日にゲスト出演。「私も畑中歌ってみました」と題して替え歌を歌唱した。
こういうことって、あるよね
2016年5月31日開始。つぶやきシロー風のあるあるネタではあるが、多くの人が共感できるものではなく、特定の人物や限られた状況にしかあてはまらない「自分なりのあるある」ネタを考える。同月17日の「思っちゃったんだからしょうがない」で、『ENGEIグランドスラム』（フジテレビ系）に出演していたつぶやきシローの話題になり、2人がつぶやきシローのモノマネを延々続けたことからコーナー化した。
僕たちはまだ知らない
2015年11月24日開始。太田が話題にしているテレビアニメ『あの日見た花の名前を僕達はまだ知らない。』になぞらえ、いまだに「真相が不明」な子供の頃の思い出（実際に採用された投稿では大人になってからの思い出もある）を報告する。
本当にあったちょっとだけエロい話
2016年10月11日開始。リスナーの「ちょっとだけエロい」体験談を報告する。前週4日に、前枠の番組『アルコ&ピース D.C.GARAGE』の開始をきっかけに本番組を聞くようになった女性リスナーから「『思っちゃったんだからしょうがない』は下ネタがひどい。"ちょいエロ"程度にしてほしい」というメールが送られてきたことから始まった。
友人代表
2016年11月8日開始。結婚式で新郎新婦の「友人代表」がするようなスピーチ（新郎新婦や友人の設定とそれに絡めた比喩などを織り込んだ内容のスピーチ文）を考える。同年10月25日の「CD田中」で、西野カナの曲である「トリセツ」や「Dear Bride」について「西野カナは結婚式のスピーチみたいな曲ばかり歌うのか」「結婚式でこれらの曲をかけられたら列席者は話すことがなくなってスピーチに困る」などと話題にしたことから始まった。
今日の占い 最下位
2016年10月4日開始。朝の情報番組で行われている「今日の占い」のコーナー風に、最下位の運勢になった星座と占いの内容（具体的にどのように悪いのかとラッキーアイテム）を考える。
カーボーイ20周年会議
リスナーの投稿を受け、2017年2月28日に開始。同年3月21日にこのタイトルになった。2017年4月に20周年を迎えた本番組の特別企画やオリジナルグッズのアイデアを募集したり、決定した企画の告知を行う。実際に以下の企画が告知・実施された。
- 発売から30周年を迎えた野球のコンピューターゲーム『ファミスタシリーズ』との企画で、「ファミスタ30周年×カーボーイ20周年コラボTシャツ」を発売した。
- 太田がグッズとしてマトリョーシカを提案。リスナーのマトリョーシカ作家の申し出により、太田と田中をモチーフにした「バクショーシカ」が10セット限定で制作され、リスナーに抽選でプレゼントされることになった。
- 音楽パフォーマンスユニット・溺れたエビ!が記念のインストゥルメンタル曲を制作。後述の公開生放送で太田が「バカの散歩」と命名し完成した。本コーナーや2017年2月の特別企画の予告などで、溺れたエビ!の曲「ブクブク ピ! ブクブク ぺ! ブクブク パッ ピッ ポ!」「イソギンチャクノ上デ踊レ!」がBGMで使用されており、太田がその度に「喋りにくいわ!」「何だ、この人をバカにしたような音楽は!」などと発言していたことから、リスナーが記念曲を制作してもらったらどうかと提案。同年3月28日に、これを受けた溺れたエビ!のリーダー・ヲサの申し出により制作を発表していた。同曲は現在「カーボーイ大穴予想」のテーマ曲として使用されている。
- 2017年7月25日に番組初の公開生放送をTBSラジオのスタジオで実施した。「キング集結SP」と題して、「メールNo.1グランプリ」の歴代優勝者（キング）全員がゲストとして出演。リスナー50人を抽選で招待した。なお、この放送の終了後にはウエストランドが出演するインターネット配信番組『ぶちラジ!』の公開収録が行われた。
- TBSラジオのフリーペーパー『TBSラジオPRESS』2017年8-9月号に爆笑問題のインタビュー記事が掲載された。

BIGLOBE presents 無駄使い報告会
2016年3月8日に開始した、スポンサーのBIGLOBEとタイアップした企画。BIGLOBEが扱っている「無駄な」通信料が抑えられるとされるデータSIMサービスにちなんで、金銭・時間・労力などを「無駄使い」したエピソードを募集する。期間限定でスマートフォンやオリジナルTシャツをプレゼントすることがあった。不定期にBIGLOBEの社員が見学に来ていたことから、毎回冒頭に太田が「今日は来てない」「見捨てられた」などとイジることが定番となっていた。2016年3月のみの期間限定企画でいったん終了したが、同年5月3日にレギュラーコーナーとして開始している。2018年3月28日放送分にて終了。
IKURAちゃんの格言
2017年5月30日開始。「IKURAちゃん」ことソウルシンガー・井倉光一がたびたび発言している「いいところとチンコは伸ばしたほうがいい」「自然をナメちゃいけないが、自然にナメるのはしょうがない」などのような、下ネタを使った格言を考える。コーナーBGMは、同年6月13日までは井倉が「MOON DOGS」として活動していた時代の「恋のあやつり人形」を使用していたが、井倉が出演した際（後述）に「新曲がいい」と話したことから、6月20日からは7月に発売されたアルバム『HIT IT!』収録の曲「裸足のままで」に変更している。
爆笑問題がHBCラジオの特別番組『HBCラジオスペシャル おいしいラジオ!! 爆笑問題×YASU・山根～ラジオって何?』（同年3月25日）に中継でゲスト出演したが、パーソナリティが『平成名物TV トンガリ編』（TBSテレビ）に出演していたYASUだったことから、同番組でYASU（当時は及出泰）と共演していた井倉がパーソナリティを務めるラジオ番組『Adult Nostalgic Radioshow ～ANR大人の秘密基地～』（FMヨコハマ）を太田が聞いたところ、井倉は前述の格言をはじめ下ネタの発言を繰り返しており、さらにその話題をしたことをきっかけに、爆笑問題が司会を務める番組（『爆笑問題の日曜サンデー』同年4月9日、TBSテレビ『サンデージャポン』同年5月21日）に井倉がゲスト出演してインパクトを残したことから始まった。同年6月13日のスペシャルウィークには井倉本人と相席スタート・山﨑ケイをゲストに迎え「IKURAちゃんの格言スペシャル」を行った。このスペシャルはリスナーから好評を呼んだことから、レギュラーとしてのコーナー終了後も井倉と女性ゲストを迎えて不定期に行われている。2018年4月18日に紺野ぶるま、2019年2月26日に山﨑、2020年11月17日にファーストサマーウイカを迎えて放送した。
仲良く放送中!
2017年11月28日開始。福岡県ローカルでNRN単独局のKBCラジオが放送しているトーク番組『おすぎとピーコのシスター・シスター』のジングルで流れるおすぎとピーコの掛け合いのような「仲のいい2人」のやりとりを考える。やりとりの最後は本家同様「仲良く放送中!」で締めることになっている。
太田がよく聞く地方局の番組のひとつとして同番組について話題にする際、ジングルのモノマネをしていたことから始まった。当初のタイトルは、太田がモノマネしていたとおりの「仲良くやってまーす!」であったが、翌週12月5日から本家のセリフに正確に合わせ「仲良く放送中!」に変更している。初回にはKBCラジオの協力により、本家のジングルが放送された。
キツネバイバイ
2018年5月23日開始。田中が「手をキツネの形にして別れの挨拶をする」という奇行「キツネバイバイ」が話題となったことから始まった。この「キツネバイバイ」のように、リスナーの周りにいる人の奇妙な行動・不気味な言動について募集する。
川柳研究所
コーナー内容は1999年から2000年頃のコーナーと同じ。2017年12月26日の「メールNo.1グランプリ」で、放送20周年を記念してグランプリの種目限定の企画として行われた。リスナーからの反響を受け、2018年1月9日からレギュラーコーナーとして復活し、同年12月18日にコーナーの終了発表まで続いた。
文字数は何らかのテーマを元に決め（初回はTBSラジオのワイドFMの周波数・90.5MHzの「0」を置き換えた「九三五」、翌月はタイタン所属のイラストレーター・326から「三二六」）、月ごとに変わる。単独の句のほか、複数の句で1つの作品になる「連句」でもよいことになっている。当時主流だった、田中いじりや○年遅れと言うネタはない（「ハブとマングース」ネタは、以前に行われたコーナー復活スペシャル以降「禁止」扱いになっている）。
ショートショートショート
2017年4月4日開始。短編小説（ショートショート）より短い超短編小説「ショートショートショート」を募集する。「編集長」の太田がその週の採用する作品を決める。太田は初回に書籍化を目指すと発言している。小説のジャンルは問わず、太田がテーマを設定する（初回は「タイムマシン」）。テーマの変更は太田が投稿の状況を見て決める。
同年3月21日のオープニングで、太田が学生時代に投稿していたショートショートの話をし、反響があったことから始まった。
コーナーのBGMには、TBSテレビのドラマ『カルテット』のオリジナル・サウンドトラック「Theme of Quartet Doughnuts Hole」を使用しており、太田はその都度「なんだこの曲は! しろっぷか!」（後述）と怒り、田中が訂正するのが恒例となっていた。
欽ちゃんの「これでいいの」
2018年7月3日開始。「欽ちゃん」こと萩本欽一が何かやらかした後に言いそうな「これでいいの」から始まる言い訳風名言のコーナー。同年6月19日の「今週の思っちゃった」で、萩本が『欽ちゃんのアドリブで笑』（NHK BSプレミアム）の企画でTwitterでの発信を開始したというニュースを受けて、萩本が言いそうな言い訳のネタが採用されたことから始まった。
ノミネーター発表
2019年1月15日開始。いろいろな賞とその賞にノミネートされた人物や事柄（ノミネーター）を考える。太田がオムニバスの1編の監督を務めた映画『クソ野郎と美しき世界』で2019年のブルーリボン賞監督賞にノミネートされたことから始まった。
超特別講師
2019年3月20日開始。通常ではないような有名人やある職業の人物の「超特別講師」が行いそうな授業の内容を考える。タイタンが主宰する、お笑いやコミュニケーションについて教える「タイタンの学校」がテリー伊藤ら特別講師を招いていることから始まった。
アニマルフェイクニュース
2019年1月15日開始。田中が喜びそうな動物に関する「フェイクニュース」（創作のニュース）を考える。2018年12月18日に、田中が帰宅途中に東京都杉並区でタヌキを見たという話をし、それを受けリスナーから同様に杉並区や都心でタヌキを見たという報告が多数寄せられたことから始まった。
基本的には「フェイクニュース」を募集するコーナーだが、「田中が欲しがってる」として、実際の話も「ちょっとだけ募集」していた。
そっくり館タナカ
2019年4月16日開始。田中にやらせたいモノマネを「〇〇した（行動）時の〇〇（人物名）」というテーマで考える。田中はそのモノマネを実際に行い、太田がそれを見てレパートリーとしていいか、「採用」「不採用」を決める。タイトルはモノマネタレントが出演することで知られるショーレストラン「そっくり館キサラ」のパロディ。2019年になってから太田がインフルエンザや生放送中の転倒事故で出演番組を欠席すること（サンデージャポン#その他、爆笑問題の日曜サンデー#代理パーソナリティを参照）が続いたため、田中が1人でも困らないようにという名目で始まった。
クソ社長
2019年1月15日開始。「クソ社長」がいかにもやりそうな言動を考える。ファッション通販会社・ZOZOの当時社長であった前澤友作が、自身のTwitterアカウントをフォローのうえ所定のツイートをリツイートした人から抽選で100人に100万円をプレゼントしたことが話題になっていたことから始まった（コーナー説明としては「前澤社長とは違うクソ社長」としていた）。派生コーナー「クソ全裸監督」が始まることから、同年9月10日で終了。
B-Studio
2019年6月19日開始。TBSテレビのトーク番組『A-Studio』に本来なら「絶対に来ないような」ゲストが出演したとして、司会の笑福亭鶴瓶がどんな締めのコメントをするか考える。同月5日の「そっくり館タナカ」に「『A-Studio』のエンディングで太田さんのいいところを語る笑福亭鶴瓶」という投稿があったことから始まった
太田光は天才である
2019年9月10日開始。MBSテレビのドキュメンタリー番組『情熱大陸』である架空の人物が特集されたとして、「〇〇は天才である」とのナレーションを付けて取り上げられそうな、その人物の発言を考える。1998年4月26日放送の『情熱大陸』で爆笑問題が特集されたが、太田がインタビューを受けた際、適当なダジャレのつもりで「昨日も雨降ってたでしょ。空から降ってくる雨が、飴玉だったら楽しいのになぁってずーっと考えてたんですよ」と発言したところ、その発言を「太田光は天才である」とのナレーションを付けて紹介されたことがあった。2019年になって、そのことをTBSラジオ『神田松之丞 問わず語りの松之丞』で、当時『情熱大陸』の密着取材を受けていた神田松之丞（現・六代目神田伯山）にいじられたことから始まった。
クソ全裸監督
2019年9月17日開始。「クソ全裸監督」と言われる、何でもエロくしてしまう映画監督の言動や撮りそうな映画の内容を考える。AV監督・村西とおるの半生を描いたNetflixで配信された連続ドラマ『全裸監督』について太田が話題にしていたことから始まった。
名采配
2019年10月29日開始。いろんな場面で、田中が自らは何もせずに他人に行動を指示する（という設定であらゆる物事について説明する）「名采配」を考える。同月14日にナイツの「独演会」に爆笑問題がゲスト出演したが、その際の漫才ネタの打ち合わせのため前々日に爆笑問題と構成作家が集まろうとしたところ、令和元年東日本台風（台風19号）が関東地方に最接近していたため集合することができず、田中が太田や作家に一方的にネタ出しを指示し、田中自身は何もしなかったというエピソードを話題にしていたことから始まった。
日野くんの常識
2020年1月28日開始。タイタン入社1年目で「真面目なんだけど、少しおかしいところが目立つ」とされる、爆笑問題についているマネージャー・日野と太田の架空の会話を考える。同月14日に太田が日野との実際の会話を話題にしたことから始まった。
グレタトゥンベリ文学賞
2020年3月18日開始。「グレタ」「トゥンベリ」「グレタトゥンベリ」のいずれかをダジャレにした文章を考える。「今週の思っちゃった」で「（環境運動家の）グレタ・トゥーンベリを見て思っちゃった」と称したダジャレネタが頻繁に採用されており、同年3月4日の同コーナーでそのようなネタを取り上げた際、同様に海外の有名人の名前をダジャレにした文章を考えた過去のコーナー「チェ・ジウ文学賞」について触れたことから始まった。
森の裁判 / マラデカ先生 / 昔楽しかったこと
2020年10月6日の生放送から開始。太田が思いついたコーナー名のみを提示し、内容については自由に考えることになっている。また、コーナーと関係なくリスナーから投稿があり盛り上がったことから、当初は「ひっかけクイズ」の問題も募集していた。
気まぐれ四コマクイズ
『JUNK』とスポンサーの小学館『ビッグコミックスピリッツ』とのタイアップ企画『創刊40周年!「スピリッツ」TBSラジオ「JUNK」コラボウィーク』期間中の2021年1月12日に開始。同誌に連載中の『気まぐれコンセプト』のような4コマ漫画を、リスナーが文章とセリフで考えて投稿。3コマ目までの内容から4コマ目のオチを田中が予想して解答する。
しらないの?
2021年3月23日開始。架空の流行り言葉とそれを使った会話を考える。コーナー開始時のBGMにAdoの「うっせぇわ」のサビが流れ、ネタを読んだあと同曲のインストゥメンタルバージョンが流れる。同月10日の放送で、田中が中学生の長女と会話していた際、長女が使っていた「ノー勉」（「ノー勉強」の略。試験前などに勉強しないこと）、「ちな」（「ちなみに」の略）などの言葉に田中が戸惑った反応をしたところ、長女に「知らないの?」と言われたというエピソードを話していたことから始まった。「田中はアニメを知らない」の開始を機に暫く行われていなかったが、同年11月16日に、久しぶりに当コーナーが行われ、コーナーのラストで越崎が終了を明言したため、この日をもって最終回となった。
田中はアニメを知らない
2021年9月21日開始。普段、アニメを全く見ない田中が太田が読み上げるリスナーとスタッフのアニメのあらすじを聞いて、どれが本物かを当てるコーナー（スタッフは本当のあらすじ、リスナーは偽物のあらすじ）。その際、最初にペン（ラジオ）ネームは伏せて最後に公開している。投稿者のなかにはライトノベル作家のアサウラがおり、毎回凝った内容のあらすじを投稿をしていた事から、田中と太田から賞賛のコメントを贈られていた。この事から、アサウラは2021年末のメールNo.1グランプリに出場した。2022年3月13日放送分にて、「田中がアニメを見ないから」という理由から終了。
爆報ザ・チューズデー
2021年3月23日開始。爆笑問題が10年間司会を務め、同月5日に放送終了したTBSテレビの番組『爆報! THE フライデー』のパロディ。芸能人についての「裏の取れていない」スキャンダル記事を考える。
教えて、エイキチ先生
2021年5月4日開始。矢沢永吉こと「エイキチ先生」が授業を行うとして、生徒からの質問と「エイキチ先生」の答えを考える。同年4月1日に『NHK MUSIC SPECIAL』（NHK総合）で放送された、矢沢が若手ミュージシャンに自身の経験を語る企画「矢沢塾」について、同年4月20日に太田が話題にしたことから始まった。
そんな俺も令和の怪物
2022年4月12日開始。千葉ロッテマリーンズの佐々木朗希が4月10日の対オリックス・バファローズ戦で19奪三振の完全試合を達成したことから始まったコーナー。「俺も令和の怪物だ」と人からのメールを紹介する。
楽しい近未来
田中が放送中「近未来楽しいことは何もない。毎日泣きたくなることばかり。」と悲観的な発言をしたことがきっかけ。楽しい近未来の予定を考えるコーナー（田中に寄せたものでなくてもよい）。
ボーダー超えちゃえばいいじゃん
2022年8月9日放送「夏の新コーナーまつり」のひとつとして開始。悩んでいる優木まおみに対し、田中が「ボーダー超えちゃえばいいじゃん」とアドバイスした一言がきっかけ。この言葉でどのように救われたかを募集するコーナー。
クソサブスク
2022年8月9日放送「夏の新コーナーまつり」のひとつとして開始。クソみたいなサブスクを募集するコーナー。
えほんのコーナー
2022年8月9日放送「夏の新コーナーまつり」のひとつとして開始。絵本にはならなそうな話（ブラックジョークや風刺）を絵本形式で書いてもらうコーナー。
哲学的
2021年12月7日開始。太田が流行らせようとしているギャグから始まったコーナー。このギャグをもっと使うところを増やす為に自分の哲学を紹介するコーナー。太田が哲学的なネタに共感したらネタの最後に「哲学的～!」と叫ぶ（稀に言わないこともあり）。
クロネコヤマト presents クロネコAI使ってみました
2025年2月4日開始。ヤマト運輸と1か月の期間限定コラボコーナー。架空の「クロネコAI」への質問とそれに対するちょっとずれた答えを募集する。
同年2月25日放送分にて終了。最終週にはハライチの岩井勇気がゲストとして登場した。

## 他局ローカル番組との関わり
2016年以降、太田がradikoのエリアフリー・タイムフリー機能を利用して聴取した番組について話題にすることが多くなっている。
それ以前にも、『高田文夫のラジオビバリー昼ズ』『オールナイトニッポン』（ともにニッポン放送）、『SKY GATE KISS & SMILE』『The BAY☆LINE』（ともにBayFM）など、関東地方で放送されている他局の番組について話題にすることがあった。
2016年11月以降、地方のローカル番組（TBS系列であるJRNのローカル番組のほか、文化放送・ニッポン放送系列のNRN単独局やFMの番組を含む）について話題にするようになる。特に、太田がローカル番組を聴取するきっかけとなった広島県ローカルのRCCラジオ『平成ラヂオバラエティごぜん様さま』やパーソナリティのRCCアナウンサー・横山雄二については、ほぼ毎週話題にし、『ごぜん様さま』側もそれに反応することが続いている。
このことをきっかけに、「タイタンシネマライブ」の広島の上映館では、ライブ終了後に横山ら『ごぜん様さま』出演者によるサイン会や写真撮影会などの非公式のイベントを行うことが恒例になっている。太田がオムニバスの1編の監督を務めた映画『クソ野郎と美しき世界』でも横山らで「勝手に応援企画」を行った。2018年10月に横山が初めて出版した小説『ふるさとは本日も晴天なり』（角川春樹事務所・ハルキ文庫 ISBN 978-4-7584-4209-1）には太田が帯のコメントを寄せ、同月に発売された雑誌『TV Bros.』（東京ニュース通信社）の本番組をはじめTBSラジオの番組や出演者を特集した別冊号には横山が爆笑問題について寄稿している。また、読売新聞（2018年12月15日）では太田の聞くラジオ番組が特集された。
『ごぜん様さま』や『全開!金曜日』の常連リスナーが本番組や『日曜サンデー』にメールを送ってくることがあり、それらのメールを読む際、太田はラジオネームを読み上げた後にそれらの番組のリスナーであることを言及している。また、太田はラジオとは無関係の生放送のテレビ番組に出演した際や漫才の冒頭でも、各パーソナリティの名前やギャグを叫んだり言及することが恒例になっている。
太田は、自身が聴取する後述のローカル番組について話題にする際、横山に交流を一方的に持ちかけることがある。それらの番組は「太田光被害者の会」を自称しながらも、番組同士の交流を続けている。
なお、2020年には爆笑問題が第57回ギャラクシー賞・DJパーソナリティ賞を受賞したが、受賞理由のひとつとして「ラジコで全国の番組を聴き、自身の番組で話題にして各地のパーソナリティと交流を深めるなど、SNSが隆盛の時代にラジオの場だけで大きな輪を作り上げ、ラジオに新しい広がりを生み出しました」としている。

### 太田が話題にすることの多い関東以外のローカル番組
- 平成ラヂオバラエティごぜん様さま（広島県・RCCラジオ）
- ラジオBar南国の夜（沖縄県・RBCiラジオ） - 2018年4月の改編で同番組が枠拡大した際には、爆笑問題、『ごぜん様さま』の横山・河村綾奈、『しそまるの全開!金曜日』（後述）の桂枝曾丸とwbsアナウンサー・中川智美が事前収録でコメントを寄せた。また、パーソナリティの與古田忠は宜野湾市で番組と同名のバーを経営しているが、東京などでもリスナーが増えたことから、2019年7月28日には新宿ゴールデン街の店舗を借りて一夜限定で「東京支店」を開設[32]。同日には『日曜サンデー』に出演した。なお、同番組でも『ごぜん様さま』同様、映画館でイベントが行われている。
- しそまるの全開!金曜日（和歌山県・wbs） - パーソナリティの桂枝曾丸は『日曜サンデー』の年末企画「列島 年の瀬中継2019」（2019年12月29日）に電話出演した。また、2019年6月から和歌山市の映画館でも「タイタンシネマライブ」が上映されており、同年5月31日には同番組にウエストランドがゲスト出演した[33]。
- ウイークエンドバラエティ 日高晤郎ショー（北海道・STVラジオ） - パーソナリティの日高晤郎と爆笑問題の直接のやりとりはなかったが、日高が死去した後に同番組の枠で放送された後継番組『ウイークエンドバラエティ 日高晤郎ショー フォーエバー』（2018年4月14日）に爆笑問題が事前収録で追悼コメントを寄せた。なお、ディレクターの越崎恭平はSTVラジオの元スタッフで、勤務していた当時、同番組を担当していた。
- まるごと!エンタメ〜ション（STVラジオ） - 2017年9月5日にはパーソナリティの佐々木たくおが本番組に「乱入」した。なお、「ショートショートショート」で太田がボケていた「しろっぷ」とは、同番組で中継リポーターを務めている吉本興業札幌事務所所属（現在は別事務所に移籍）のお笑いコンビのこと。
- PAO〜N（福岡県・KBCラジオ）
- おすぎとピーコのシスター・シスター（KBCラジオ）
- ドッキリ!ハッキリ!三代澤康司です（関西ローカル・ABCラジオ） - 太田の発言がきっかけの他の番組とは異なり、同番組側から話題にするようになった。同番組のコーナーで、太田が話題にしている『PAO〜N』のパーソナリティであるKBCアナウンサー・沢田幸二を取り上げたことがきっかけになっている。パーソナリティのABCアナウンサー・三代澤康司と火曜パートナーの山田雅人は「こうせつ市場」という漫才コンビを組んでいるが、「タイタン所属を目指す」として、2019年7月から同コンビが出演するライブのタイトルを「三代澤・山田の背水の陣～TITANへの道～」にしている[34]。また、山田は年下の太田を「東京のお父さん」と称して一方的に慕っており[35]、2020年10月23日には山田の一人語りの舞台『爆笑問題・太田光物語』が、太田立ち会いのもと、企画者の高田文夫と前座の松村邦洋をゲストに迎え開催[36][37]。それに先立ち同月9日の「タイタンライブ」にはエンディングトークのゲストとして山田が出演した[38]。さらに、2021年1月14日には、TOKYO FMのトーク番組『TOKYO SPEAKEASY』に太田と山田が出演し対談を行った[39]。
- 表町LIVE! あもーれ!マッタリーノ（岡山県・RSKラジオ） - 平成30年7月豪雨以降、被災地のラジオ番組として話題にするようになった。2018年8月14日には、金曜日のパーソナリティであるローカルタレントの相田翔吾が「乱入」。2019年8月13日には相田とともに、同じく金曜パーソナリティの安井優子が出演した。

## 過去のゲスト出演者
- 5番6番
- さとう珠緒
- 忌野清志郎
- BOOMER（ゲスト回数最多）
- 千原兄弟
- Take2
- バカルディ（現:さまぁ〜ず）
- GLAY（TAKURO、HISASHI）
- あかぎあい
- 明石家さんま
- 底ぬけAIR-LINE
- GO・JO
- 堺正章
- 上田晋也（海砂利水魚、現:くりぃむしちゅー）
- 松村邦洋
- 桑田佳祐（サザンオールスターズ）
- 山口もえ
- ルー大柴
- デーモン小暮閣下
- 原由子（サザンオールスターズ）
- 佐野元春
- 山寺宏一
- 立川談志（音声メッセージ）
- パックンマックン
- 長井秀和
- 川田亜子（当時TBSアナウンサー）
- 名倉潤（ネプチューン）
- 海保知里（当時TBSアナウンサー）
- 中江有里
- X-GUN
- インスタントジョンソン
- なぎら健壱
- キリングセンス
- タカアンドトシ
- 小池栄子
- 熊田曜子
- 橋下徹
- おぎやはぎ
- Mr.Children
- 高橋卓也（サードメン高橋）
- 瞬間メタル
- カンニング竹山
- 森永卓郎
- 世界のナベアツ（ジャリズム）
- 鼠先輩
- 山中秀樹
- 瀬々敬久
- 吉田たかよし
- 夙川アトム
- 設楽統（バナナマン）
- 山崎樹範
- ゆりあ（ゆりありく）
- Wコロン
- 稲川淳二
- 土井敏之（TBSアナウンサー）
- 竹内香苗（当時TBSアナウンサー）
- 渡部建（アンジャッシュ）
- ウイングマン
- miwa
- はんにゃ
- 劇団ひとり
- アンガールズ
- きゃりーぱみゅぱみゅ
- ロバート
- 土田晃之
- 中田敦彦（オリエンタルラジオ）
- ハライチ
- 東貴博（Take2）
- ウエストランド
- 日本エレキテル連合
- ハリセンボン
- ツインタワー
- 児嶋一哉（アンジャッシュ）
- キンタロー。
- 柴田英嗣（アンタッチャブル）
- 岡田圭右（ますだおかだ）
- マミ&マイケル（ポッドキャスト『バイリンガルニュース』パーソナリティ）
- 堤下敦（インパルス）
- やくみつる
- 品川祐（品川庄司）
- 伊達みきお（サンドウィッチマン）
- 辻仁成
- ネコニスズ
- 友近
- 松尾アトム前派出所
- 中川礼二（中川家）
- ナイツ
- 堀内健（ネプチューン）
- 小峠英二（バイきんぐ）
- どぶろっく
- 畑中葉子
- 山里亮太（南海キャンディーズ）
- 金谷ヒデユキ
- 永野
- カミナリ
- 虹の黄昏
- チャンス大城
- アルコ&ピース
- トレンディエンジェル
- 横山雄二（RCCアナウンサー）
- 藤本敏史（FUJIWARA）
- まんじゅう大帝国
- IKURA（井倉光一）
- 山﨑ケイ（相席スタート）
- 街裏ぴんく
- あぁ〜しらき
- 佐々木たくお
- アイデンティティ
- 渚（尼神インター）
- 加納愛子（Aマッソ）
- 徳井義実（チュートリアル）
- 紺野ぶるま
- 丸山桂里奈
- 関取花
- 脳みそ夫
- ミヤシタガク
- 大島育宙（XXCLUB）
- 相田翔吾
- 安井優子
- チョコレートプラネット
- ミキ
- ぜんじろう
- うしろシティ
- 空気階段
- 鬼越トマホーク
- 神田伯山
- フワちゃん
- 阿部サダヲ
- 伊集院光
- ファーストサマーウイカ
- 安住紳一郎
- 外山惠理
- 良原安美
- 山田孝之（リモート出演）
- 錦鯉
- おいでやす小田
- やす子
- キュウ
- ランジャタイ
- FUJIWARA
- バッテリィズ
- きしたかの
- TaiTan（Dos Monos）
- 玉置周啓（MONO NO AWARE）

## TBSラジオクラウド・ポッドキャスト
本番組では各コーナーやトーク部分などをダイジェストとして配信している。もともとはTBSラジオのポッドキャスト『TBS RADIO podcasting954』で配信していたが、2016年6月末にTBSラジオのポッドキャストサービスが終了、翌月からストリーミング配信のTBSラジオクラウドへ移行している。著作権の問題から放送で使われたBGMは消去または別の曲に差し替える処理がなされている。また、「CD田中」など楽曲を使ったコーナーは配信されない。ポッドキャスト配信時はiTunes Storeの「Podcastカテゴリー」では常にランキング上位に入っており、配信されているコーナーへの投稿に「いつもポッドキャストで楽しく聞いています」などのコメントが散見されることもあるなど、ポッドキャストのリスナーも多いことがうかがえた。
ポッドキャスト終了により海外のリスナーからの投稿が減ったことがさびしいという太田の意見により、2017年11月より「爆笑問題のリトルカーボーイ」としてポッドキャストでのダイジェスト版の配信を再開している。なお、「リトルカーボーイ」については、TBSラジオではなくタイタンの子会社・アバンテーベが配信元になっている。

## テーマ曲
- オープニングテーマ：The Grid「Texas Cowboys」（『イボルバー』所収）
  - 2000年3月までのオープニングテーマ：The Grid「swamp thing(southern confort Mix)」
- エンディングテーマ：サザンオールスターズ「素敵な夢を叶えましょう」（『さくら』所収）
※生放送時はCM切り替わりのタイミングで曲が終了するように尺が調整されている。録音時はCMに切り替わるまで曲が続き、フェードアウトとなる（放送事故対策[注 18]のため）。
  - 1998年10月6日以前のエンディングテーマ：桑田佳祐「祭りのあと」

## スタッフ
- 構成：高橋洋二、秋葉高彰、野口悠介
- プロデューサー：宮嵜守史（通称・ザキミヤ）
- ディレクター：越崎恭平（TBSグロウディア、この番組のADから昇格）
- アシスタントディレクター：小山

### 過去のスタッフ
- 構成：YAS5000 （かつて「YAS5000賞」やノベルティグッズ「YAS5000笑い袋」が存在した。）
- プロデューサー：池田卓生
- ディレクター：小塙治男
- アシスタントディレクター：原加容子（『エレ片のコント太郎』、『大沢悠里のゆうゆうワイド』のディレクターも担当）・甲斐彩加（当時TBSラジオキャスター兼任、南海放送を経て2023年4月より文化放送アナウンサー）[40]

## 関連商品
- 爆笑問題の学校VOW（1999年、宝島社、ISBN 978-4796614986 / 宝島社文庫版：2007年、ISBN 978-4-7966-5681-8）
  - 学校ネタで構成された単行本
- 聴け。（2000年、アミューズブックス、ISBN 978-4906613526）
  - 「チンチロうた」を中心に構成された単行本
- 爆笑問題のハインリッヒの法則 世の中すべて300対29対1の法則で動いている（2003年、祥伝社、ISBN 978-4396500726 / 祥伝社黄金文庫版：ISBN 978-4396313906）
  - 「ハインリッヒの法則」の投稿ネタを中心に構成された単行本
- 田中裕二(爆笑問題)の「ザ・ガール」（2009年、宝島社、ISBN 978-4-7966-7181-1）
  - 田中が思う理想のガール像について語る本。本番組のコーナー「ザ・ガール」とは関係は薄いが「爆笑問題カーボーイPresents」のクレジットが入っている。
- JUNK 爆笑問題カーボーイ（2010年11月、ハピネット）
  - 2010年度上半期のフリートークの中から厳選し、映像としてDVD化。スタッフとのトークやリスナーの顔なども特典として収録されている。
- Quick Japan vol.156（2021年、太田出版、ISBN 978-4778317607）
  - 爆笑問題特集号。番組の密着リポートやスタッフのインタビュー、2021年上半期事件簿、誌上ネタ投稿企画「クソクイック・ジャパン」が掲載。また、楽天ブックスでの購入特典として、本番組の「Quick Japan限定特別版」の音声データが配信されている。